# Maria Theresia của Áo
Maria Theresia Walburga Amalia Christina của Áo (tiếng Đức: Maria Theresia Walburga Amalia Christina von Österreich; 13 tháng 5, năm 1717 - 29 tháng 11, năm 1780) là một thành viên và cũng là Nữ quân vương duy nhất của Nhà Habsburg, một gia tộc lớn ở Châu Âu, liên tiếp nhiều năm giữ tước vị Hoàng đế của Thánh chế La Mã. Từ một Nữ Đại vương công nước Áo, bà trở thành người trị vì của Đại Công quốc Áo, cùng các Vương quốc trong khối tài sản của gia tộc Habsburg như Hungary, Croatia, Bohemia, Mantova, Milano, Hợp quốc Lodomeria - Galicia, Hà Lan thuộc Áo và Parma. Qua cuộc hôn nhân với Franz I của Đế quốc La Mã Thần thánh, bà trở thành Công tước phu nhân của xứ Lorraine, Đại công tước phu nhân xứ Toscana và quan trọng nhất là Hoàng hậu của Đế quốc La Mã Thần thánh.
Con gái cả của Karl VI của Thánh chế La Mã và Elisabeth Christine xứ Braunschweig-Wolfenbüttel, Maria Theresia không có bất kỳ một người anh em trai nào để có thể thừa kế ngai vàng sau khi cha bà mất. Vì vậy vào năm 1713, hoàng đế Karl VI đã ban bố một đạo luật theo đó công nhận Maria Theresia sẽ là người kế vị của vương triều và thừa kế toàn bộ đất đai của vương quốc sau khi ông qua đời. Đạo luật này đã gây ra nhiều tranh cãi tại châu Âu lúc bầy giờ vì theo truyền thống, người kế vị ngai vàng thường phải là nam. Trong khi rất nhiều nước quân chủ Bắc Âu đã công nhận đạo luật thì Quốc vương Friedrich II Đại vương của nước Phổ đã quyết định chống lại. Năm 1740, khi Maria Theresia vừa lên ngôi sau khi cha qua đời thì vua Friedrich II Đại Đế đã phát động cuộc chiến tranh Silesia lần thứ nhất để chống lại bà. Vào thời điểm đó, bà mới 23 tuổi. Với những chiến bại của Quân đội Áo trong trận Mollwitz (1741) và trận Chotusitz, bà phải làm hòa với nước Phổ, chịu mất tỉnh Silesia - tỉnh giàu có nhất của vị Hoàng hậu trẻ tuổi. Nhưng sau đó bà liên tục thắng trận trước các đồng minh của vua Friedrich II Đại Đế, để rồi ông phải thân chinh đánh xứ Bohemia vào năm 1744, nhưng không thành công. Bà toan chiếm lại tỉnh Silesia, nhưng Quân đội Áo bị đánh tan tác trong trận đánh tại Trận Hohenfriedberg. Chiến tranh vẫn còn tiếp diễn, cho đến năm 1745 thì nước Áo thất bại hoàn toàn, phải ký kết Hiệp định Dresden.
Trong cuộc chiến tranh Bảy năm từ năm 1756 cho đến năm 1763, để chiếm lại tỉnh Silesia, bà liên minh với nước Đế quốc Nga và Vương quốc Pháp để chống lại Quốc vương Friedrich II, người có Anh Quốc giúp sức. Vào năm 1756, để bảo vệ đất nước, nhà vua nước Phổ tiến hành chinh phạt xứ Sachsen và đánh trận đầu tiên tại Lobositz với Quân đội Áo, trận chiến này cho thấy Quân đội Áo rút ra không ít kinh nghiệm sau thất bại trong cuộc chiến tranh Silesia lần thứ nhất và thứ hai. Vào năm 1758, Quân đội Áo đánh tan tác quân Phổ trong trận Hochkirch, nhưng vua Friedrich II Đại Đế giành lại thế thượng phong. Vào năm 1761, bà quyết định đưa Vương quốc Phổ của Vương triều Brandenburg trở thành một cường quốc hạng hai như xưa, chứ không phải là cường quốc như hiện nay. Nhưng vào năm 1762, quân Phổ thắng trận, và vào năm 1763, cả nước Áo lẫn Phổ đều kiệt quệ và mất đồng minh, cuộc chiến tranh tàn khốc chấm dứt với chiến thắng của nước Phổ.
Do không có quyền kế vị Hoàng đế La Mã Thần thánh, Maria Theresia đã quyết định cưới Franz, vốn là Công tước của xứ Lorraine vào năm 1736 và nhường ngôi vị cho chồng. Bằng cách này, bà vừa có đồng minh, vừa đảm bảo được chính quyền nhà Habsburg vẫn nắm Đế quốc La Mã Thần thánh, và bản thân bà vẫn nắm thực quyền cai quản đế chế rộng lớn này thông qua dòng dõi và tầm ảnh hưởng. Khác với những cuộc hôn nhân hoàng gia khác, Maria Theresia đã tự lựa chọn người chồng tương lai cho mình thông qua việc xem xét lợi ích hôn nhân. Trong suốt cuộc đời của mình, Maria Theresia đã sinh tổng cộng 16 người con, gồm 11 con gái và năm con trai. Người con gái trẻ nhất của Maria Theresia là Maria Antonia, hay còn được biết đến với tên gọi phổ biến hơn là Marie Antoinette, là một trong những nhân vật nổi tiếng nhất lịch sử Châu Âu vào cuối thế kỉ 18.
Sau khi chồng mình qua đời, con trai của Maria Theresia là Hoàng đế Joseph II lên ngôi. Với tư cách của một Hoàng thái hậu, Maria Theresia vẫn tiếp tục can thiệp vào việc cai trị đất nước của con trai và điều này đã dẫn đến những bất hòa giữa hai mẹ con. Tuy nhiên trước khi mất, Maria Theresia đã cho phép con trai nắm lại thực quyền cai trị đất nước. Maria Theresia đã góp phần xây dựng những cải cách tài chính và giáo dục. Kinh tế, văn hóa của Đế quốc Áo phát triển mạnh dưới sự cai trị của bà. Bên cạnh đó, Maria Theresia còn tổ chức lại quân đội, cải thiện sức mạnh quân sự của nước Áo. Quân đội Áo yêu quý bà, bà sở hữu vốn kiến thức sâu rộng về quân sự và chiến lược, thậm chí còn là một vị lãnh tụ quân sự sáng tạo hơn cả vị vua vĩ đại Friedrich II Đại Đế nước Phổ. Tuy nhiên, bà chưa hề thống lĩnh Quân đội Áo.
Bà được công nhận là một trong những nhà lãnh đạo hiệu quả nhất của vương triều Habsburg trong thế kỉ 18. Bà qua đời vào ngày 29 tháng 1 năm 1780, và tuy Quốc vương Friedrich II Đại Đế đã giành chiến thắng về thể lực trước kẻ cựu thù của ông, ông không lấy gì làm tự hào:
| “                      | Bà ta đã mang lại vinh dự cho ngôi báu và giới tính của bà ta. Trẫm đã gây chiến với bà ta, nhưng Trẫm không bao giờ là kẻ thù của bà ta. | ” |
| — Friedrich II của Phổ | |   |

## Tiểu sử

### Thân thế và chào đời

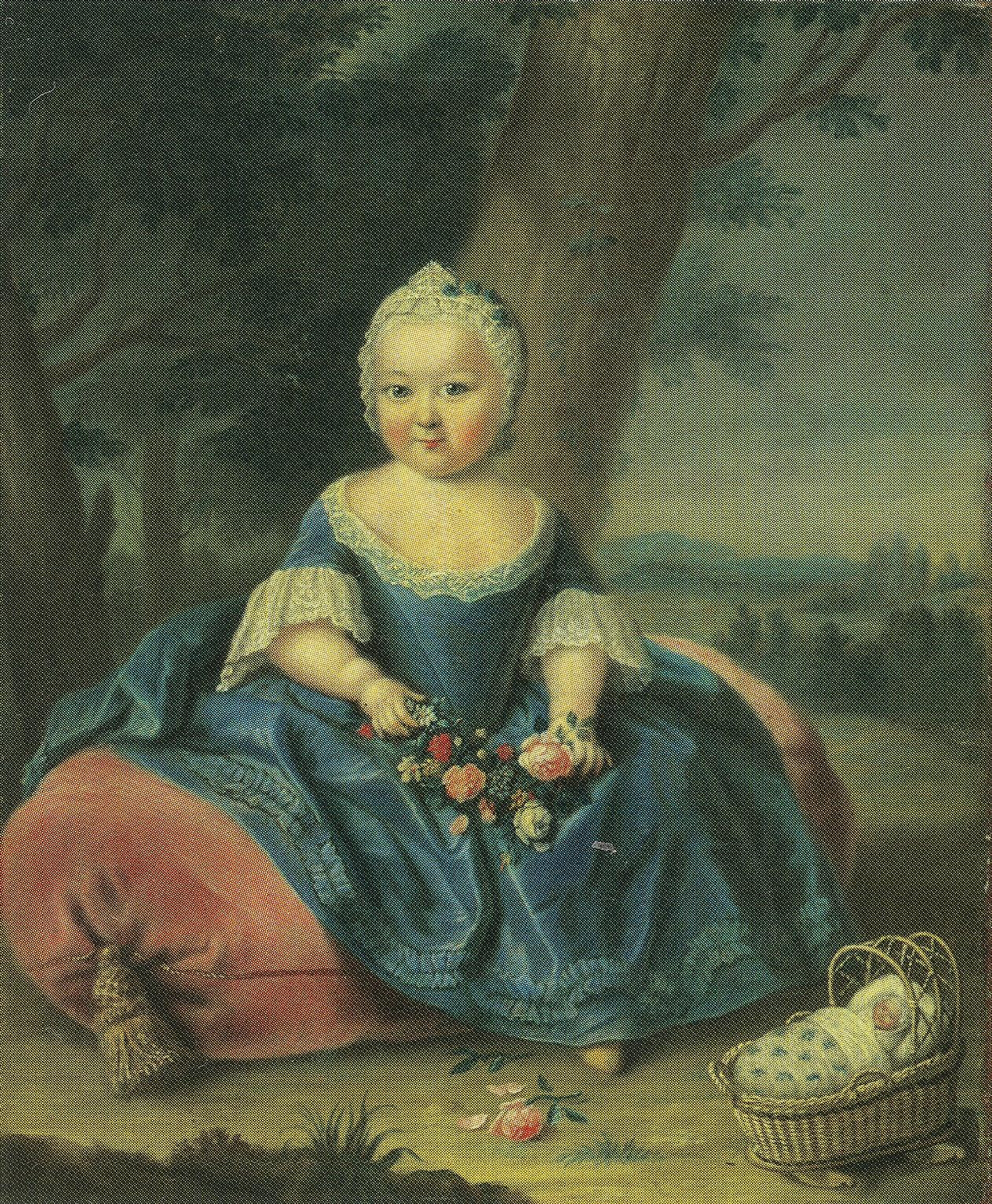
Nữ Đại vương công 3 tuổi Maria Theresia tại khu vườn trong Cung điện Hofburg.

Là người con thứ hai và người con lớn tuổi nhất còn sống sót của Hoàng đế Karl VI và Elisabeth Christine xứ Braunschweig-Wolfenbüttel, Nữ Đại vương công Maria Theresia chào đời vào sáng sớm ngày 13 tháng 5 năm 1717, tại Cung điện Hofburg, Viên, không bao lâu sau cái chết của anh trai bà, Đại vương công Leopold, và được rửa tội vào tối hôm đó. Hoàng thái hậu và cũng là dì của bà, Wilhelmine Amalia xứ Brunswick-Lüneburg, cùng với bà nội của bà là Eleonor Magdalene của Palatinate-Neuburg là hai người mẹ đỡ đầu.
Bà được rửa tội sớm hơn hai người chị họ, Maria Josepha và Maria Amalia, con gái của anh trai và người tiền nhiệm của Karl VI, Joseph I, trước sự chứng kiến của mẹ họ, Wilhelmine Amalia. Điều này chứng minh Maria Theresia được coi trọng hơn họ, mặc dù ông nội của bà, Hoàng đế Leopold I, đã buộc các con trai ký vào Hiệp định thừa kế lẫn nhau, theo đó quyền thừa kế cho con gái của người con trai trưởng của ông. Cha của bà là thành viên nam cuối cùng của gia tộc Habsburg và ông hi vọng vào sự ra đời của một hoàng tử sẽ giúp vương tộc tránh khỏi họa tuyệt tự và ngăn các con gái của anh ông kế vị. Do đó, sự chào đời của Maria Theresia là một nỗi thất vọng lớn đối với ông và người dân Viên. Karl không bao giờ có thể nguôi ngoai được sự thất vọng này.
Maria Theresia thay thế Maria Josepha trở thành người thừa kế trên danh nghĩa cho gia tộc Habsburg vào thời điểm bà được sinh ra; Karl VI vốn đã thông qua Sắc lệnh thực dụng, 1713 theo đó các con gái của ông sẽ đứng trên các cháu gái con vua anh trong danh sách kế vị. Karl tranh thủ sự ủng hộ từ các quốc gia châu Âu chấp thuận sắc lệnh của ông. Họ đòi hỏi hoàng đế những điều kiện khắc nghiệt: Trong Hội nghị Viên (1731), Anh đòi Áo giải thể Công ty Ostend để đổi lấy sự công nhận. Tổng cộng, Liên hiệp Anh, Pháp, Saxony-Ba Lan, Các tỉnh Liên hiệp, Tây Ban Nha, Venice, Giáo hội Công giáo, Phổ, Nga, Đan Mạch, Savoy-Sardinia, Bavaria và Nghị viện Thánh chế La Mã công nhận sắc lệnh. Pháp, Tây Ban Nha, Saxony-Ba Lan, Bavaria và Phổ về sau không giữ lời hứa.

### Cuộc sống thời thơ ấu

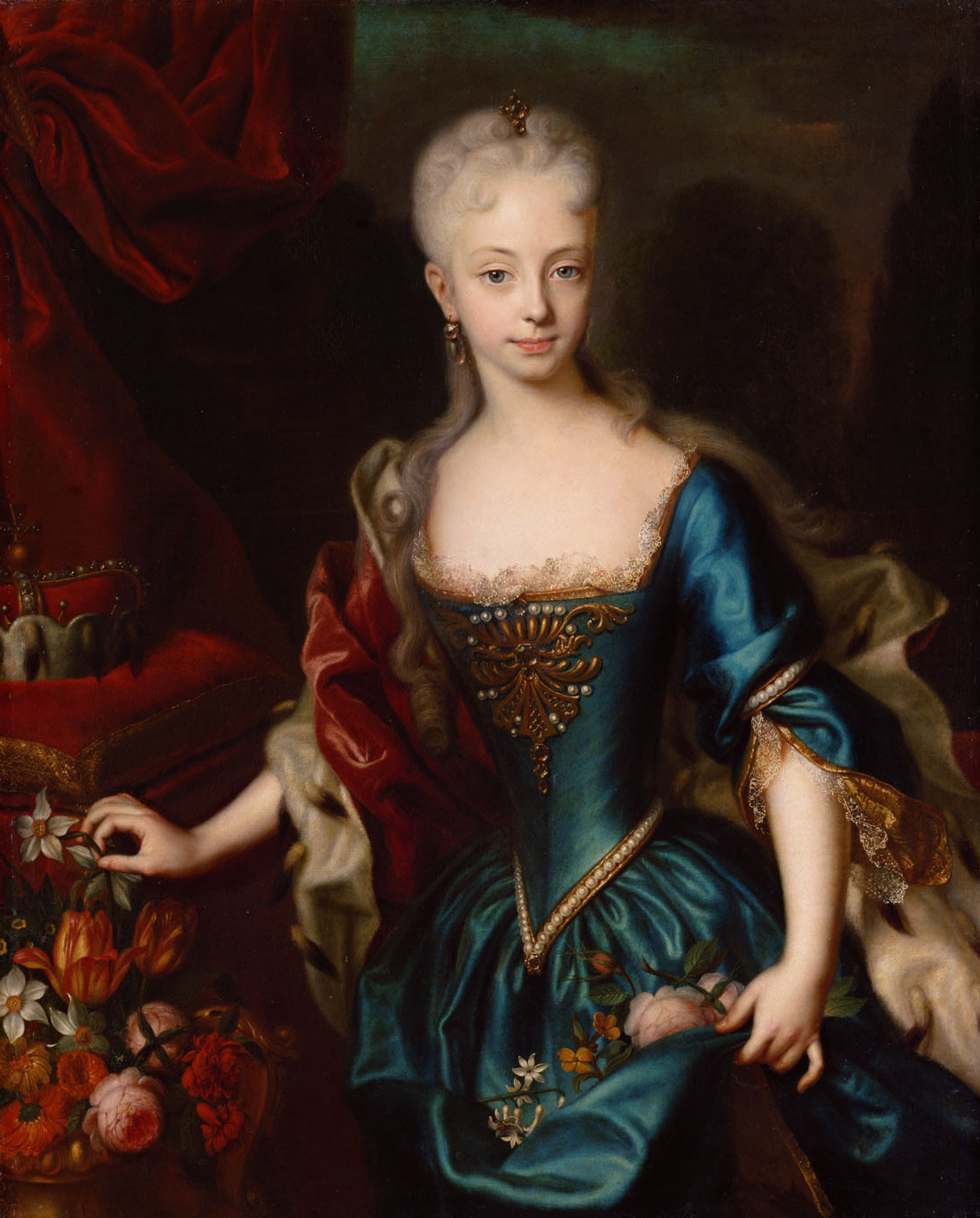
Nữ Đại vương công Maria Theresia năm 1729, họa phẩm của Andreas Möller. Những bông hoa mà bà mang ở vị trí những nếp gấp của chiếc váy đại diện cho khả năng sinh sản và kỳ vọng sinh con ở tuổi trưởng thành của bà.

Không bao lâu sau khi chào đời, Maria Theresia có thêm một người em gái, Maria Anna, và tiếp đó nữa là Maria Amalia, chào đời năm 1724. Những bức chân dung vẽ hình ảnh của các thành viên hoàng gia cho thấy Maria Theresia giống Elisabeth Christine và Maria Anna. Đại sứ Phổ quốc để ý rằng bà có cặp mắt to và xanh, mái tóc có ít gợn đỏ, một cặp môi rộng và cơ thể mạnh khỏe. Không giống như nhiều thành viên khác của hoàng tộc Habsburg, cha mẹ và ông bà nội của Maria Theresia không có huyết thống gần gũi với nhau.
Maria Theresia là một đứa trẻ đứng đắn và dè dặt. Bà có hứng thú với ca hát và bắn cung. Bà bị phụ thân cấm không được cưỡi ngựa, nhưng về sau bà biết được rằng biết cưỡi ngựa sẽ có lợi cho bà, trong lễ đăng quang ngôi vua Hungary. Hoàng gia thường có nhiều buổi xem hát opera, thường được tổ chức bởi Karl VI, trong đó bà thường được mời tham gia. Việc học tập của bà được hướng dẫn bởi các giáo sĩ dòng Tên. Người đương thời cho rằng vốn từ vựng Latin của bà khá tốt, song trong tất cả các khía cạnh khác, các giáo sĩ Tên đã không chỉ dẫn bà thành công. Bà viết chính tả và đặt dấu chấm câu thường trái với quy định ngữ pháp, và lời nói của bà cũng thiếu chuẩn xác, mang đặc trưng của những người tiền nhiệm Habsburg của mình.. Maria Theresia có mối quan hệ thân thiết với Nữ Bá tước Marie Karoline von Fuchs-Mollard, người dạy cho bà về lễ nghi. Bà được học các môn vẽ kĩ thuật, hội họa, âm nhạc và khiêu vũ – những môn học cần thiết cho một vương hậu. Phụ thân bà cho phép bà tham dự các cuộc họp với các đại thần từ năm 14 tuổi nhưng không bao giờ thảo luận các vấn đề đại sự với bà. Mặc dù ông dành những năm cuối đời để đảm bảo quyền thừa kế cho Maria Theresia, Karl vẫn mong đợi một đứa con trai và không bao giờ chuẩn bị cho con gái vai trò người lãnh đạo trong tương lai.

### Hôn nhân
Vấn đề hôn nhân của Maria Theresia được đặt ra ngay từ khi bà còn khá trẻ. Ban đầu bà được sắp đặt sẽ cưới Leopold Clement của Lorraine, người được đến Viên và gặp mặt Nữ Đại vương công năm 1723. Tuy nhiên, tin tức truyền đến Viên, ông qua đời vì bệnh đậu mùa.
Em trai Leopold Clement, François Étienne, được mời tới Viên. Mặc dù François Étienne là ứng cử viên sáng giá để thành hôn với Maria Theresia, nhưng hoàng đế vẫn để ngỏ khả năng cho những ứng cử viên khác. Sự khác biệt về tôn giáo ngăn cản cuộc hôn nhân của con gái ông với một người Kháng Cách, Friedrich của Phổ quốc. Năm 1725, ông tổ chức đính hôn cho con gái với Carlos III của Tây Ban Nha và em gái bà, Maria Anna, cho Philip của Tây Ban Nha. Tuy nhiên, các thế lực ở châu Âu ngăn cản ông, buộc ông phải hủy những hiệp ước hôn nhân đã ký với Vương hậu nhiếp chính của Tây Ban Nha, Elisabetta Farnese, vì khả năng hợp nhất của Áo và Tây Ban Nha dưới một liên minh cá nhân sau cuộc hôn nhân này sẽ phá vỡ thế cân bằng quyền lực ở châu Âu. Maria Theresia, lúc này ngày càng gần gũi với François Étienne, cảm thấy nhẹ nhõm.

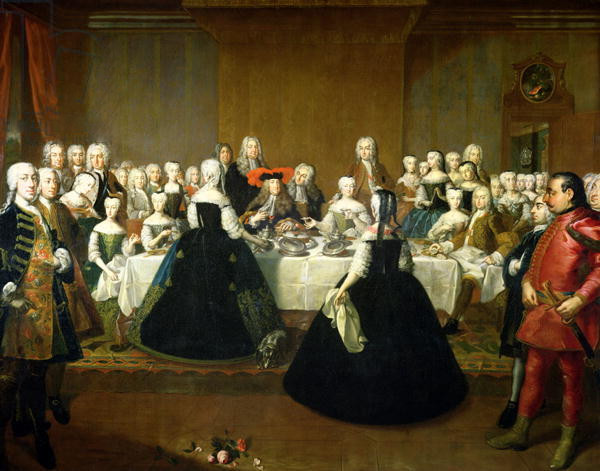
Maria Theresia và François Étienne trong tiệc cưới, bởi Martin van Meytens.

François Étienne ở lại triều đình cho đến năm 1729 khi ông lên ngôi kế vị ở Lorraine, nhưng vẫn chưa hứa hôn với Maria Theresia cho đến ngày 31 tháng 1 năm 1736, trong thời gian nổ ra Chiến tranh Kế vị Ba Lan. Louis XV của Pháp yêu cầu vị hôn phu của Maria Theresia từ bỏ ngai vàng ở Công quốc Lorraine thay vào đó là cha vợ ông ta, Stanisław I, người vừa bị truất ngôi vua của Ba Lan. François Étienne sẽ nhận được lãnh thổ Đại công quốc Toscana sau khi Đại công tước của xứ này là Gian Gastone de' Medici qua đời, vì ông không có con thừa tự. Hai người kết hôn ngày 12 tháng 2 năm 1736.
Tình yêu của Nữ Công tước Lorraine đối với chồng bà được cho là mạnh bạo và đầy tính chiếm hữu. Những bức thư bà gửi cho ông trong thời gian ngắn trước lễ thành hôn cho thấy sự háo hức của bà khi chờ đợi được gặp mặt chồng; còn những bức thư của ông, mặt khác, có vẻ quá mang tính thủ tục và rập khuôn. Bà rất hay ghen tuông và việc chồng bà ngoại tình là vấn đề lớn nhất trong cuộc hôn nhân của họ, trong số đó nhân tình nổi tiếng nhất của Franz là Maria Wilhelmina, Công nương Auersperg.
Sau cái chết của Gian Gastone ngày 9 tháng 7 năm 1737, François Étienne nhường lại Lorraine và trở thành Đại công tước Toscana. Năm 1738, Karl VI cho phép tiếp nhận quyền cai quản Toscana. Một vòm khải hoàn được dựng lên tại Porta Galla trong dịp lễ này, và vẫn còn đến ngày nay. Họ tạm trú ở Florence trong thời gian ngắn. Karl VI sớm gọi họ trở lại, vì ông sợ bất trắc xảy ra nếu như ông chết mà người thừa kế vẫn còn ở Toscana.
Mùa hạ năm 1738, Áo quốc bị thất bại trong cuộc Chiến tranh Nga - Thổ. Người Thổ chiếm được của Áo những vùng Serbia, Wallachia và Bosnia. Người Vienne nổi dậy chống lại vì chi phí tốn kém cho cuộc chiến tranh. François Étienne bị quần chúng khinh miệt, họ nghĩ ông là một tên gián điệp người Pháp hèn nhát. Chiến tranh kết thúc và năm sau với Hiệp ước Belgrade.

## Lễ gia miện

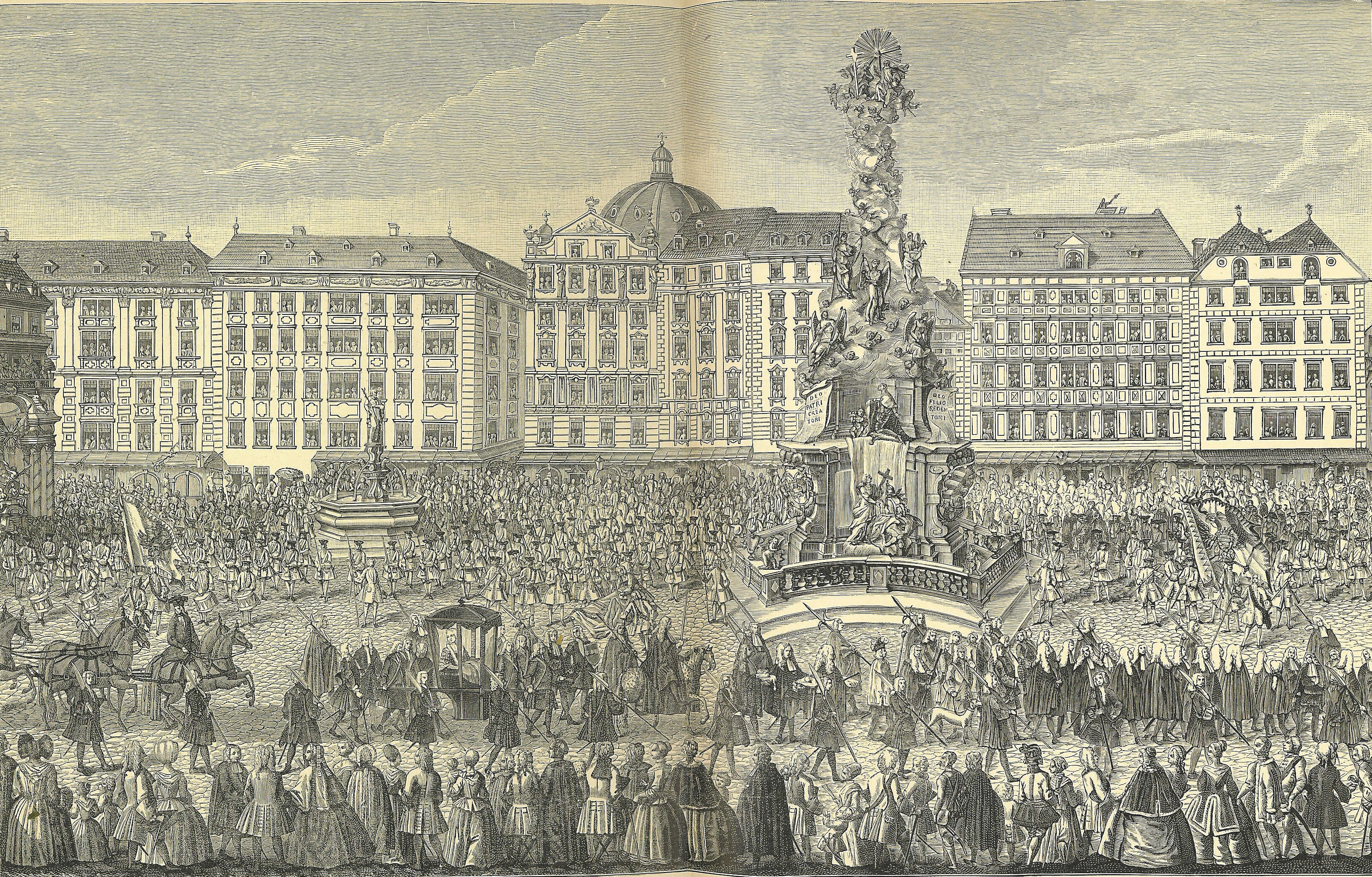
Maria Theresia diễu hành quanh Graben, ngày 22 tháng 11 năm 1740. Hoàng hậu Maria Theresia đang mang thai đang trên đường tới dự lễ Mi-sa lớn tại St. Stephan's Cathedral trước khi nhận được sự tung hô của quần chúng.

Hoàng đế Karl VI qua đời ngày 20 tháng 10 năm 1740, có thể là do ngộ độc nấm. Ông đã không nghe lời khuyên của Vương công Eugene xứ Savoy, người khuyên ông nên tập trung tìm cách làm đầy ngân khố và trang bị thêm cho quân đội thay vì cố thuyết phục người ta chấp nhận con gái ông. Hoàng đế, người đã dùng gần toàn bộ tâm sức trong suốt thời gian cai trị để bảo vệ Sắc lệnh Thực dụng, để lại một nước Áo trong tình trạng nghèo đói, tan hoang sau cuộc chiến mới đây với người Thổ và Chiến tranh Kế vị Ba Lan; kho bạc khi đó chỉ còn 100,000 florins, theo tuyên bố của vợ góa của ông. Quân đội khi đó chỉ còn 80,000 người, phần lớn trong số họ không được trả lương trong nhiều tháng, nhưng họ vẫn khá trung thành và tận tâm với nữ chủ nhân mới.
Maria Theresia tự thấy bà rơi vào tình trạng khá khăn. Bà chưa biết được hết về những vấn đề của quốc gia và cũng chưa nhận thức được sự yếu kém của chính phủ mà cha bà để lại. Bà quyết định làm theo lời khuyên của cha bà khi nguyên các chính sách của triều đình và làm theo chồng, người mà bà coi là có kinh nghiệm hơn, về các vấn đề khác. Cả hai quyết định, sau đó đã gây ra cho bà sự hối tiếc lớn. Mười năm sau, Maria Theresia hồi tưởng lại trong Chánh quyền chúc thư hoàn cảnh lúc khi đó: "Bổn hậu được lập lên khi trong tay không có tiền, không có uy tín, không có quân đội, không có kinh nghiệm và kiến thức của riêng mình và cuối cùng, cũng không có được một lời khuyên hữu ích vì mỗi người trong bọn họ đều muốn trước hết là chờ đợi và xem mọi chuyện sẽ diễn tiến như thế nào..."
Bà bác bỏ nguy cơ các quốc gia khác có thể tìm cách chiếm đất của mình và bắt đầu bàn bạc về chức tước mà mình sẽ đảm nhận; vì một phụ nữ như bà không thể được bầu làm Hoàng đế của đế chế, Maria Theresia muốn rằng chức danh này sẽ được dành cho chồng bà. Tuy nhiên, François Étienne không có đủ lãnh địa và địa vị để có thể lên ngôi vua. Để giúp chồng có đủ điều kiện để lên ngôi hoàng đế và có quyền bỏ phiếu trong cuộc bầu cử hoàng đế trên danh nghĩa Tuyển hầu Bohemia (mà bà không thể nắm giữ vì lý do giới tính), Maria Theresia phong cho François Étienne làm đồng cai trị ở đất Áo và Bohemia ngày 21 tháng 11, 1740. Tuy nhiên, phải mất hơn một năm để Nghị viện Hungary cho phép François Étienne làm Đồng cai trị. Mặc cho tình yêu của mình dành cho chồng và việc đã phong cho chồng làm đồng cai trị, Maria Theresia không bao giờ cho phép chồng bà quyết định các đại sự của nhà nước và thường bác bỏ ý kiến của ông trong các cuộc họp hội đồng khi họ không đồng tình.
Maria Theresia mới hiện diện trước công chúng lần đầu tiên là cuộc diễu hành ngày 22 tháng 11 năm 1740. Đó là một sự kiện long trọng thể hiện sự công nhân và kính trọng của quần chúng đối với bà và ngôi vị của bà. Tuyên thệ về lòng trung thành với Maria Theresia được ký cùng ngày đó tại Hofburg.

## Chiến tranh Kế vị Áo

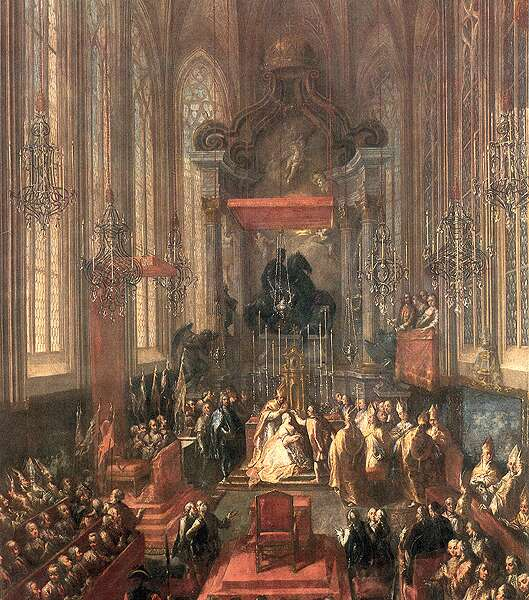
Maria Theresia nhận vương miện Vua của Hungary, tại St. Martin's Cathedral, Pressburg.

Thật bất ngờ là không lâu sau khi bà lên kế vị, một số quân vương ở châu Âu trước đó đã đồng ý công nhận Maria Theresia lại nhanh chóng trở mặt; Vương hậu Elisabetta của Tây Ban Nha và Tuyển hầu tước Karl Albert của Bavaria - người kết hôn với chị họ của bà là Maria Amalia và ủng hộ Hoàng hậu Wilhelmine Amalia, muốn đòi quyền thừa kế. Maria Theresia tranh thủ được sự công nhận của vua Karl Emmanuel III của Sardinia (người đã không công nhận Đạo luật thực dụng trong suốt thời trị vì của cha bà) vào tháng 11 năm 1740.
Tháng 12, vua Friedrich II của Phổ xâm chiến Công quốc Silesia và yêu cầu Maria Theresia cắt nhường vùng đất này cho mình, đe dọa sẽ đứng về phía những người phản đối nếu bà từ chối. Maria Theresia quyết định bảo vệ vùng đất giàu có này. Friedrich sau đó đưa ra một đề nghị khác: ông sẽ ủng hộ quyền kế tự của Maria Theresia nếu bà đồng ý cắt cho Phổ ít nhất một nửa tỉnh Silesia. François Étienne đã suy nghĩ về thỏa hiệp đó, nhưng Maria Theresia và các cộng sự của bà nhất quyết không chịu, vì lo sợ rằng bất kì hành động thất hứa nào đối với sắc lệnh thực dụng sẽ làm mất đi hiệu lực của sắc lệnh này. Maria Theresia cố gắng trấn an François Étienne rằng họ nên chiến đấu để giữ Silesia và bà tự tin là mình sẽ giữ vững "viên ngọc quý của nước Áo". Cuộc tấn công vào Silesia của Friedrich khởi đầu cho sự hận thù suốt cả cuộc đời Maria Theresia đối với vị vua này, mà bà gọi ông ta là "người đàn ông xấu xa"
Thư của đại sứ Phổ quốc gửi đến Friedrich Đại Đế
Vì quân đội Áo quá ít ỏi và thiếu kinh nghiệm, Maria Theresia giải thoát cho Marshall Neipperg, người bị cha bà bắt giam vì thất bại trong chiến tranh với người Thổ. Neipperg được nắm quyền chỉ huy quân đội Áo vào tháng 3. Người Áo gặp thất bại tan nát ở Trận Mollwitz vào tháng 4 năm 1741. Pháp quốc lập kế hoạch phân chia nước Áo giữa Phổ, Bavaria, Saxony và Tây Ban Nha. Marshall Belle-Isle theo về với Friedrich tại Olmütz. Thành Viên một phen rúng động, nhưng không ai trong số các cố vấn của Maria Theresia đầu hàng người Pháp. François Étienne khuyên Maria Theresia tìm cách nối lại hòa bình với Phổ, và Anh Maria Theresia miễn cưỡng đồng ý đàm phán.
Trái ngược với dự đoán, Maria Theresia nhận được rất nhiều sự ủng hộ từ Vương quốc Hungary Lễ đăng quang của bà trên ngôi vị Nữ vương của Hungary diễn ra tại Nhà thờ Martin, Pressburg ngày 25 tháng 6 năm 1741 sau khi bà đã dành khoảng một tháng để rèn luyện kĩ năng cưỡi ngựa và đặt mình về một chế độ ăn kiêng. Để xoa dịu những người coi giới tính của mình là một trở ngại để trở thành Nữ vương, Maria Theresia tự nhận là nam giới. Do đó, Maria Theresia trên danh nghĩa là [Đại vương công và Vua]. Tuy nhiên, thông thường thì bà vẫn được gọi là Nữ vương. Không một bình luận nào vào thế kỉ XVIII cho rằng việc xưng hiệu bất chấp giới tính như vậy là không phù hợp hoặc không thể.

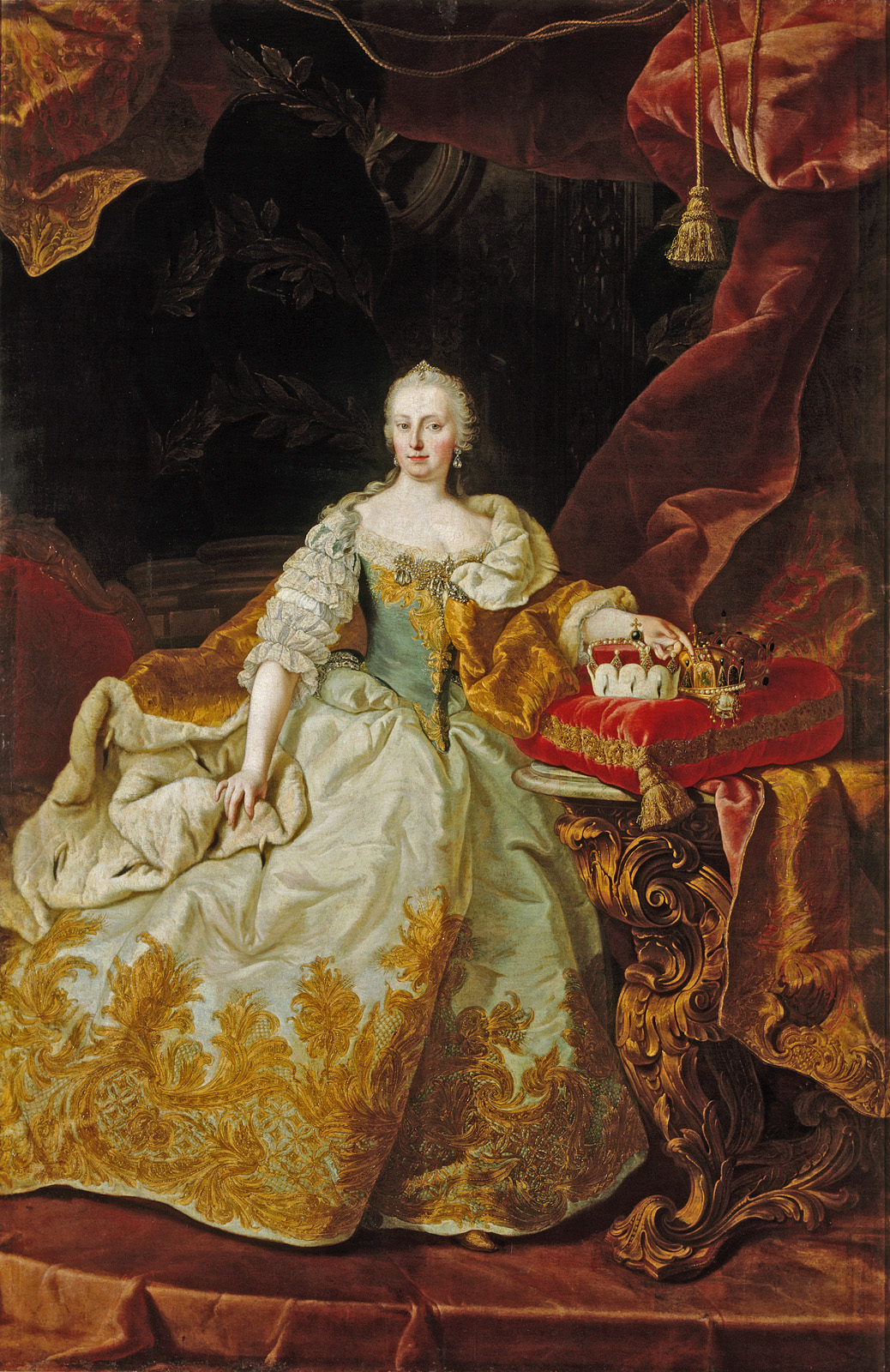
Maria Theresia, họa phẩm của Martin van Meytens 1742

Tháng 7, mọi nỗ lực hòa giải hoàn toàn sụp đổ. Đồng minh của Maria Theresia, Tuyển hầu tước Saxony, đã trở mặt chống lại bà và vua George II tuyên bố Tuyển hầu quốc Brunswick-Lüneburg thuộc quyền quản lý của ông đứng trung lập. Maria Theresia một lần nữa cần sự giúp đỡ từ Hungary. Để có được điều đó, bà đã tỏ ra yêu mến các quý tộc Hungary và tâng bốc họ nhưng vẫn tìm cách để không phải đáp ứng toàn bộ các nhu cầu của họ. Bà đã giành được sự ủng hộ của họ khi xuất hiện tại Pressburg vào tháng 9 năm 1741, hi vọng của bà là sẽ có nhiều người dân Hungary tham gia vào quân đội và ủng hộ chồng bà làm đồng cai trị. Sau khi đặt được cả hai mục đích, bà thể hiện thiện chí và sự đắc thắng của mình bằng cách cho trưởng nam và là người thừa kế Joseph, đến chỗ Nghị viện, do đó nhận được sự đồng cảm từ các quý tộc.
Năm 1741, nhà cầm quyền Áo thông báo với Maria Theresia rằng người dân Bohemia muốn Karl Albert là vua của họ. Maria Theresia, trở nên tuyệt vọng, cộng thêm gánh nặng mang thai, đã viết thư cho em gái bà: "Tôi không biết liệu thành phố có còn cho tôi sinh con nữa không." Bà tuyên bố trong cay đắng là sẽ là hiện giờ bà không có gì hết và không có ai bảo vệ vương quốc của bà khi viết cho thủ tướng Bohemia, Bá tước Philip Kinsky: "Tôi đã quyết định rồi. Chúng ta phải đánh cược tất cả mọi thứ để bảo vệ Bohemia." Ngày 26 tháng 10, Tuyển hầu tước Bavaria chiếm được Prague và tự xưng là Vua của Bohemia. Maria Theresia, lúc đó đang ở Hungary, đã khóc khi biết tin mất Bohemia. Karl Albert được bầu làm Hoàng đế La Mã Thần Thánh ngày 24 tháng 1 năm 1742. Nữ Đại vương công, coi cuộc bầu cử này là một thảm họa, đã chớp lấy cơ hội khi kẻ thù của bà chưa kịp chuẩn bị bằng cách tiến hành một chiến dịch mùa đông; vào ngay cái ngày mà ông ta được bầu làm Hoàng đế. Quân Áo dưới sự chỉ huy của Ludwig Andreas von Khevenhüller chiếm giữ Munich, căn cứ đầu não của Karl Albert.
Hiệp ước Breslau được ký kết vào tháng 6 năm 1742 chấm dứt chiến tranh giữa Áo và Phổ. Nữ Đại vương công chuyển hướng tấn công sang Bohemia và sớm thu lại vùng đất này. Quân Pháp rút chạy khỏi Bohemia vào mùa đông năm đó. Ngày 12 tháng 5, 1743, Maria Theresia tự xưng là Nữ vương của Bohemia tại Nhà thờ St. Vitus.
Người Phổ cảm thấy lo lắng vì quân đội Áo đang ở bên kia sông Rhine, và Friedrich chiếm lấy Prague vào tháng 8 năm 1744. Kế hoạch của người Pháp thất bại khi Karl Albert chết vào tháng 1 năm 1745. Người Pháp chiếm đóng Hà Lan thuộc Áo vào tháng 5.
François Étienne được bầu làm Hoàng đế La Mã Thần thánh ngày 13 tháng 9 năm 1745, trở thành Franz I của Thánh chế La Mã. Nước Phổ đồng ý công nhận Franz, nhưng Maria Theresia một lần nữa phải chấp nhận để mất Silesia với Hiệp ước Breslau tháng 12 năm 1745. Chiến tranh kéo dài thêm ba năm nữa, với các trận đánh ở miền bắc Italia, Hà Lan thuộc Áo. Hiệp ước Aix-La-Chapelle, đặt dấu chấm dứt của Chiến tranh Kế vị Áo, công nhận chủ quyền của Phổ ở Silesia và Maria Theresia cắt nhường Công quốc Parma cho Felipe của Tây Ban Nha.

## Chiến tranh Bảy năm

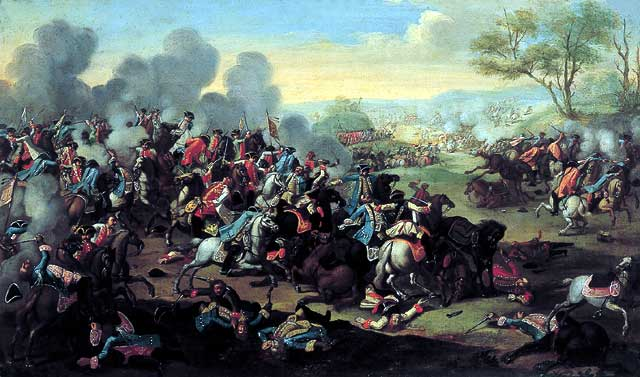
Trận chiến Kolin, 1757

Friedrich của Phổ mở cuộc tấn công vào Saxony vào tháng 8 năm 1756, bắt đầu Chiến tranh Bảy năm. Hoàng hậu Maria Theresia và Kaunitz muốn rằng sau khi chiến tranh kết thúc, Áo quốc sẽ lấy lại được Silesia. Áo lần này liên quân với Pháp và Nga, trong khi Anh liên quân với Phổ và Bồ Đào Nha. Việc cho Áo một khoản trợ cấp khổng lồ đã ám ảnh Pháp quốc. Người Pháp không tổ chức tăng cường phòng thủ ở Tân Pháp; nước Anh dễ dàng chiếm được Louisbourg năm 1758, và tiếp tục tấn công vào New France.
Maximilian von Browne thống lĩnh quân đội Áo. Vì thiếu quyết đoán trong Trận Lobositz năm 1756, ông bị thay thế bởi Vương công Karl Alexander xứ Lorraine, em chồng của Maria Theresia. Friedrich bị giật mình bởi trận Lobositz; ông tổ chức một cuộc tấn công vào tháng 6 năm 1757. Trận Kolin sau đó là một thắng lợi quyết định cho Áo. Friedrich mất 1 phần 3 số quân của mình và trước khi trận chiến kết thúc, ông chạy khỏi chiến trường. Tuy nhiên, cuối năm sau ông giành được một chiến thắng ngoạn mục trước quân Áo tại Leuthen, và đảm bảo cho sự kiểm soát của người Phổ tại Silesia trong suốt phần còn lại của cuộc chiến.
Maria Theresia công khai than vãn cho thất bại của người Pháp năm 1758. Pháp quốc, đã tìm cách để liên minh cá nhân Anh-Hanover giữ thái độ trung lập trong suốt phần còn lại của cuộc chiến, vào tháng 9, 1757, nhưng mất nó vào tháng 1 năm sau. Tháng 6 bà thất bại nặng nề ở Krefeld và quân Pháp buộc phải triệt thoái khỏi Rhine.
Năm 1759, hội nghị hòa bình ở The Hague không thu được kết quả gì. Liên tục các thất bại của liên minh Pháp-Áo, và đến năm 1762, Nữ hoàng Yelizaveta của Nga qua đời. Người kế vị bà ta, Pyotr III rất ngưỡng mộ Friedrich, và không tiếp tục ủng hộ Pháp nữa. Phổ bắt đầu tổ chức các chiến dịch đánh đuổi quân Áo từ Saxony, và quân Pháp từ Hesse-Kassel. Mặc dù bà cũng có được một vài thành công, nhưng các lực lượng chính đã kiệt sức, và cuộc xung đột rơi vào bế tắc với chi phí chiến tranh ngày càng tốn kém, Maria Theresia không còn tin vào khả năng có thể giành lại Silesia. Các hiệp định hòa bình ký kết ở Hubertusburg và Paris đòi hỏi người Pháp đáp ứng những điều kiện khắc nghiệt, và bà buộc phải từ bỏ hết các thuộc địa ở châu Mỹ. Với người Áo, có thể coi đó giống như "tình trạng trước cuộc chiến" (status quo ante bellum).

## Cuộc sống gia đình

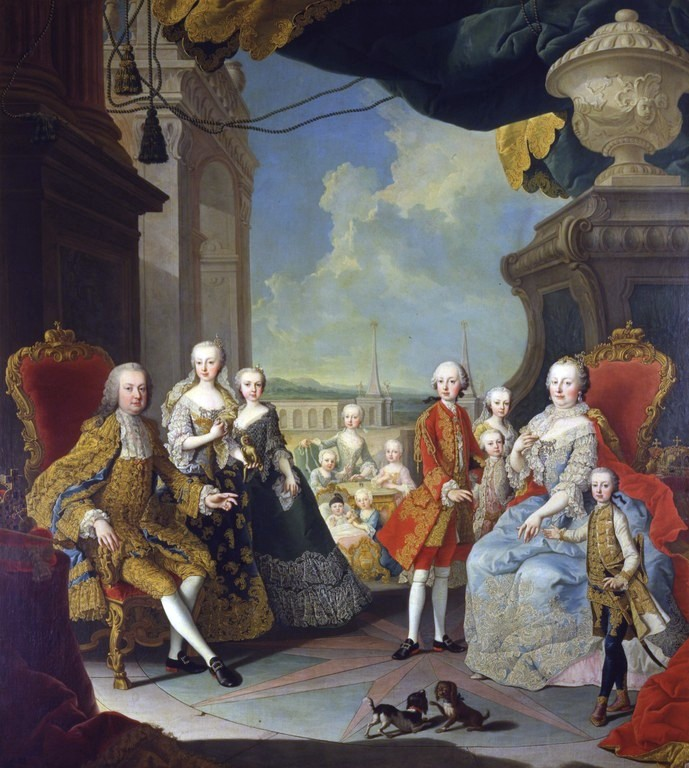
Maria Theresia với gia đình của bà, 1754, họa phẩm của Martin van Meytens.

Trải qua 20 năm, Maria Theresia hạ sinh 16 đứa con, 13 người trong số đó sống sót sau khi chào đời. Con lớn của bà, Maria Elisabeth (1737–1740), chào đời chưa đầy một năm sau lễ thành hôn của cha mẹ. Một lần nữa, những đứa bé gái, Maria Anna, người con gái lớn nhất sống sót, và Maria Karolina Ernestina (1740–1741), trở thành nỗi thất vọng của hoàng tộc vì họ không phải là con trai. Trong khi đang bước vào cuộc chiến bảo vệ ngai vàng, Maria Theresia cuối cùng cũng sinh được một hoàng nam có tên thánh là Saint Joseph, người mà trong suốt 9 tháng thai kì bà đã cầu khấn rất nhiều, hi vọng đó sẽ là con trai. Người con được Maria Theresia yêu thương nhất, Maria Christina, chào đời vào sinh nhật thứ 25 của bà, bốn ngày trước thất bại của quân đội Áo tại Chotusitz. hơn 5 người con ra đời trong chiến tranh: Maria Elisabeth, Karl, Maria Amalia, Leopold và Maria Karolina (1748–1748). Trong thời gian này, gần như bà mang thai và sinh con liên tục; việc chiến sự và việc Hoàng hậu Maria Theresia sinh con diễn ra gần như đồng thời. Năm người con chào đời trong thời gian giữa hai cuộc chiến tranh: Chiến tranh Kế vị Áo và Chiến tranh Bảy năm: Maria Johanna, Maria Josepha, Maria Karolina, Ferdinand và Maria Antonia. Bà hạ sinh người con út, Maximilian Franz, trong thời kì Chiến tranh Bảy năm, ở tuổi 39. Maria Theresia khẳng định rằng, nếu không phải do mang thai liên tục, bà đã có thể đích thân ra chiến trường.
Mẹ của Maria Theresia, Hoàng hậu Elisabeth Christine, qua đời năm 1750. Bốn năm sau, nữ gia sư của Maria Theresia, Marie Karoline von Fuchs-Mollard cũng mất. Bà tỏ lòng biết ơn vị nữ gia sư này bằng cách an táng bà ta ở Hầm mộ Hoàng gia chung với các thành viên hoàng tộc nhà Habsburg.
Không lâu sau khi những người con nhỏ chào đời, Maria Theresia đã tính chuyện hôn sự cho những người con lớn. Bà đứng ra làm đại diện cho các cuộc hôn sự cùng với điều hành các chiến dịch và quản lý công việc quốc gia. Bà đối xử với các con bằng tình thương nhưng lại sử dụng họ như những con cờ trên ván cờ chính trị, và sẵn sàng hi sinh hạnh phúc của họ vì lợi ích của quốc gia. Như một người mẹ tận tụy và thông thái, bà viết thư cho tất cả các con ít nhất một lần một tuần và tự tin rằng mình có quyền thể hiện uy quyền đối với các con bất kể thứ bậc và tuổi tác của họ.

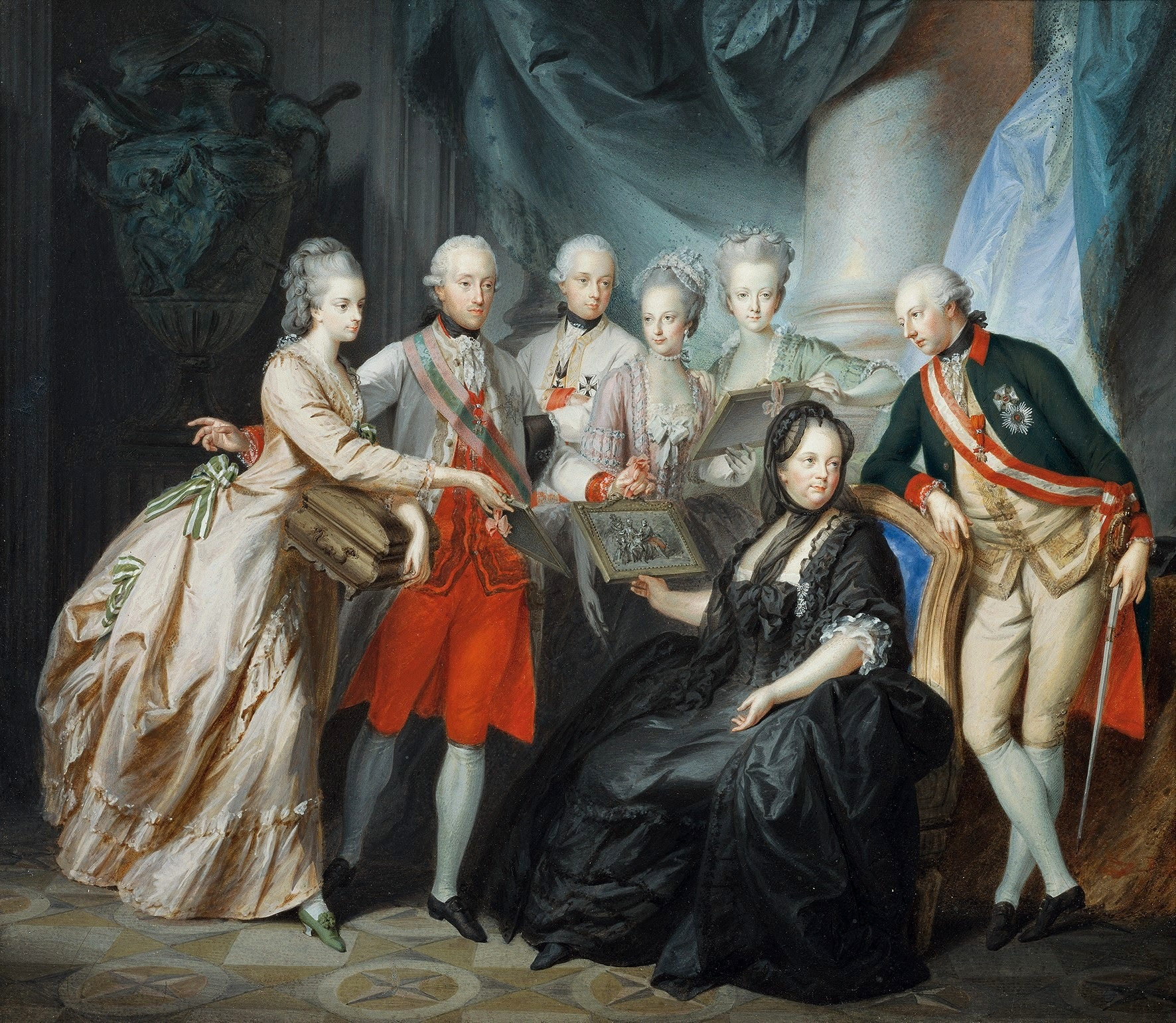
Góa phụ hoàng hậu với gia đình bà, năm 1776 bởi Heinrich Füger

Sau sinh nhật thứ 50 vào tháng 5 năm 1767, Maria Theresia mắc phải bệnh đậu mùa từ người con dâu, Maria Josepha của Bavaria. Bà qua khỏi, nhưng vị tân hoàng hậu thì không. Maria Theresia sau đó buộc con gái của bà, Nữ Đại vương công Maria Josepha, cầu nguyện cùng mình trong Hầm mộ Hoàng gia kế bên lăng mộ của Hoàng hậu Maria Josepha. Nữ Đại vương công bắt đầu phát bệnh đậu mùa hai ngày sau khi các đại thần đến thăm lăng mộ và cũng sớm quy tiên. Maria Karolina thay thế người chị trở thành vợ hứa hôn của vua Ferdinando IV của Napoli. Maria Theresia tự trách bản thân vì cái chết của con gái trong suốt phần còn lại của cuộc đời bà, vì vào thời điểm đó, chưa có khái niệm về thời gian ủ bệnh, người ta tin rằng nguyên nhân căn bệnh của Maria Josepha là do lây từ thi thể của cố hoàng hậu.
Tháng 4, 1770, con gái út của Maria Theresia, Maria Antonia kết hôn với Louis, Trữ quân nước Pháp, thông qua người đại diện ở Viên. Maria Antonia không được giáo dục đầy đủ, và khi người Pháp đến cầu hôn, Hoàng hậu Theresia bắt đầu giáo dục cho cô con gái nhỏ này cẩn thận để cô có thể sống tốt trong triều đình Versailles. Maria Theresia gửi thư hai tuần một lần cho Maria Antonia, lúc này được gọi theo tên Pháp là [Marie Antoinette], trong đó bà thường trách cứ con gái vì quá lười biếng và sự phù phiếm và mắng cô vì không sinh được một đứa con nào.
Maria Theresia không chỉ quan tâm đến Maria Antonia, bà không thích tính dè dặt của Leopold và thường xuyên trách cứ ông vì quá nhạt nhẽo. Bà chỉ trích một cô con gái khác là Maria Karolina vì các hoạt động chính trị, Ferdinand thiếu tổ chức, và Maria Amalia thì quá yếu tiếng Pháp và ngạo mạn. Người con duy nhất bà không la mắng thường xuyên là Maria Christina, con gái yêu của bà, mặc dù Christina không thể sinh một hậu duệ nào khỏe mạnh để Maria Theresia có thể sử dụng trong mục đích chính trị.
Một trong những hi vọng lớn của Maria Theresia là có nhiều cháu, nhưng đến thời điểm qua đời bà mới có khoảng 20; tất cả các cháu gái của bà đều được đặt tên giống bà, ngoại trừ Caroline xứ Parma, cô cháu gái cả của Maria Amalia.

### Con cái
| Tên                                  | Chân dung | Thời gian sống                            | Ghi chú |
| ------------------------------------ | --------- | ----------------------------------------- | --- |
| Maria Elisabeth Amalia               |           | 5 tháng 2 năm 1737 - 6 tháng 6 năm 1740   | chết non; không có con. |
| Maria Anna                           |           | 6 tháng 10 năm 1738 - 9 tháng 11 năm 1789 | chết không kết hôn; không có con. |
| Maria Karolina Ernestina             |           | 12 Tháng 1 1740 - 25 Tháng 1 1741         | chết non; không có con. |
| Joseph II Hoàng đế La Mã Thần thánh  |           | 13 tháng 3 năm 1741 - 20 tháng 2 năm 1790 | kế vị cha ông làm hoàng đế nhưng quyền hành thực sự nằm trong tay mẹ ông cho đến cái chết của bà năm 1780. Kết hôn lần đầu ngày 6 tháng 10 năm 1760 với Isabella xứ Parma và lần thứ hai với Maria Josepha xứ Bayern. Không có con sống sót. |
| Maria Christina Nữ Công tước Teschen |           | 13 tháng 5 năm 1742 - 24 Tháng 6, 1798    | được phong Nữ Công tước Teschen trong dịp thành hôn và sau đó cùng chồng chia sẻ danh hiệu Thống đốc Hà Lan thuộc Áo, kết hôn ngày 7 tháng 1 năm 1766 với Vương công Albert của Saxony, Công tước Teschen; không có con sống sót.            |
| Maria Elisabeth                      |           | 13 tháng 8 năm 1743 - 22 Tháng 9, 1808    | chết không kết hôn; không có con. |
| Karl Joseph                          |           | 1 tháng 2 1745 - 18 tháng 1 năm 1761      | chết vì bệnh đậu mùa, không có con. |
| Maria Amalia                         |           | 26 tháng 2 năm 1746 - 9 tháng 6 năm 1804  | kết hôn ngày 19 tháng 7 năm 1769 với Ferdinand, Công tước xứ Parma (1751–1802); có con. |
| Leopold II Holy Roman Emperor        |           | 5 tháng 5 năm 1747 - 1 tháng 3 năm 1792   | kết hôn ngày 5 tháng 8 năm 1765 với María Luisa của Tây Ban Nha (1745–1792); có con. |
| Maria Karolina                       |           | 17 tháng 9 năm 1748 - 17 tháng 9 năm 1748 | chết ngay sau khi được rửa tội; không có con. |
| Maria Johanna                        |           | 4 tháng 2 năm 1750 - 23 tháng 12 năm 1762 | chết vì bệnh đậu mùa; không có con. |
| Maria Josepha                        |           | 19 tháng 3 năm 1751 - 15 Tháng 10, 1767   | chết vì bệnh đậu mùa; không có con. |
| Maria Karolina                       |           | 13 tháng 8 năm 1752 - 7 Tháng 9 1814      | kết hôn ngày 12 tháng 5 năm 1768 với Vua Ferdinand IV của Naples và Sicily (1751–1825); có con. |
| Ferdinand                            |           | 1 Tháng 6 1754 - 24 Tháng 12 1806         | kết hôn ngày 15 tháng 10 năm 1771 với Maria Beatrice Ricciarda d'Este, người thừa kế nữ của Breisgau và Modena; có con (Austria-Este). |
| Maria Antonia                        |           | 2 Tháng 11 1755 - 16 Tháng 10 1793        | kết hôn ngày 16 tháng 5 năm 1770 với Vua King Louis XVI của Pháp (1754–1793); có con (dòng dõi đã tuyệt hậu.) |
| Maximilian Franz                     |           | 8 tháng 12 năm 1756 - 27 tháng 7 năm 1801 | Đại giám mục-Tuyển hầu Cologne; không có con. |

## Quan điểm và chính sách tôn giáo

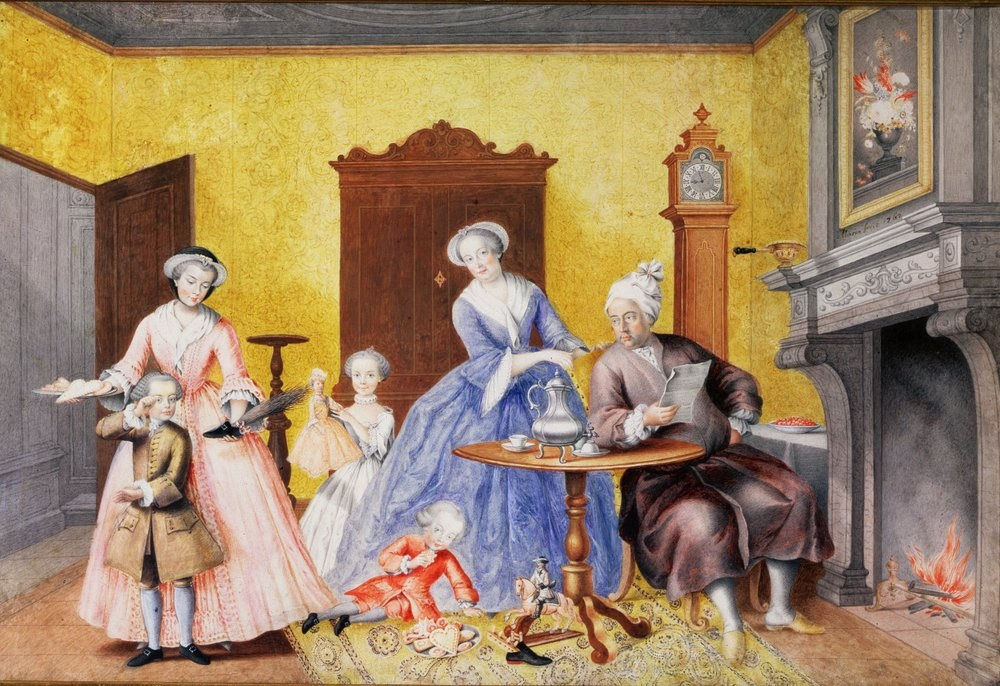
Maria Theresia và gia đình đang tổ chức tiệc Saint Nicholas, tác phẩm của Nữ Đại vương công Maria Christina, năm 1762. Bức tranh mô tả không khí sinh hoạt của gia đình hoàng gia.

Giống như tất cả các thành viên của Hoàng tộc Habsburg, Maria Theresia là giáo dân Công giáo La Mã, và là một người mộ đạo. Bà tin rằng sự thống nhất tôn giáo là cần thiết cho một đất nước hòa bình và dứt khoát bác bỏ ý tưởng khoan dung tôn giáo. Tuy nhiên, bà không bao giờ cho phép Giáo hội can thiệp vào những thứ bà coi là đặc quyền của một vị vua và giữ khoảng cách với Rome. Bà kiểm soát việc lựa chọn Tổng Giám mục, Giám mục và Tu viện trưởng.
Cách tiếp cận với vấn đề tôn giáo của Maria Theresia khác với những người tiền nhiệm, vì bà chịu ảnh hưởng từ những người Jansenist. Hoàng hậu ủng hộ nhiệt thành việc cải đạo sang Công giáo La Mã bằng cách đảm bảo lương hưu cho các tín đồ. Bà dung nạp người Công giáo Hy Lạp và đối xử bình đẳng giữa họ với người Công giáo Roma.
Bên cạnh sự tận tâm của mình với Kitô giáo, cô được biết đến rộng rãi với lối sống khổ hạnh của mình, đặc biệt là trong thời gian góa bụa 15 năm.

### Dòng Tên
Mối quan hệ giữa bà với các tu sĩ dòng Tên khá phức tạp. Một tín đồ của giáo phái này đã dạy dỗ bà khi còn nhỏ, là người đỡ đầu của bà, và tham gia giáo dục tôn giáo cho hoàng trưởng tử. Các tu sĩ Dòng Tên có nhiều thế lực và có ảnh hưởng lớn trong những năm đầu của triều đại của Maria Theresia. Tuy nhiên, các bộ trưởng của Maria Theresia thuyết phục bà rằng như thế sẽ là một mối nguy hiểm cho chính quyền quân chủ chuyên chế. Sau một thời gian do dự phân vân, bà đã ban hành một sắc lệnh theo đó loại bỏ tu sĩ dòng Tên khỏi tất cả các cơ quan của triều đình, tiếp đó là cấm đạo một cách triệt để. Bà đã cấm lưu hành các ấn phẩm của Giáo hoàng Clement XIII có nội dung bảo vệ lợi ích của các tu sĩ dòng Tên, kịp thời tịch thu tài sản của họ khi Giáo hoàng Clement XIV tiến hành đàn áp.

### Người Do Thái và người Kháng Cách

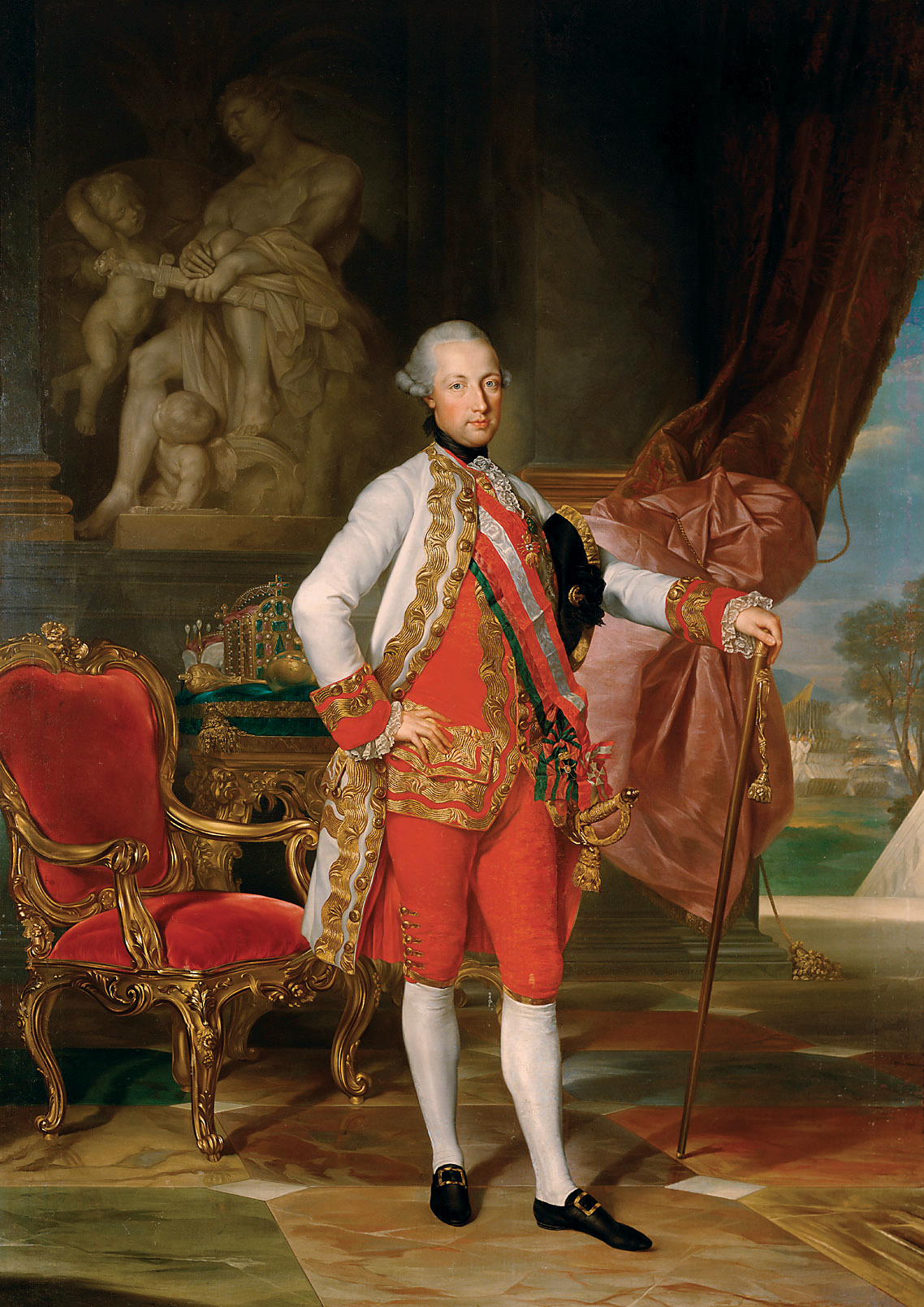
Joseph, con trai lớn và đồng cai trị với Maria Theresia, năm 1775, bởi Anton von Maron.

Mặc dù cuối cùng bà cũng phải từ bỏ cố gắng cải đạo hết những người Kháng Cách sang Công giáo, Maria Theresia coi người Kháng Cách và Do Thái là mối nguy hiểm cho vương quyền và cố gắng để ngăn chặn họ. Hoàng hậu có lẽ mang quan niệm kì thị tôn giáo, đã thừa hưởng những định kiến truyền thống của tổ tiên của bà. Đây là một sản phẩm của lòng sùng kính tôn giáo sâu sắc và không được giữ bí mật trong thời gian cai trị của bà. Năm 1777, bà viết về những người Do Thái: "Ai gia biết rằng không có không có điều tệ hại nào lớn hơn giống người Do Thái, sự lừa lọc của chúng, cho vay nặng lãi và tham lam khiến cho thần dân của ai gia phải bị khốn khổ. Do đó cần thiết là phải tránh càng xa càng tốt, bọn Do Thái phải bị tránh xa và cách li."
Bà đánh thuế vô cùng khắc nghiệt đối với những người Do Thái sinh sống trên lãnh thổ Harsburg, và vào tháng 12 năm 1744 thì đề nghị các vương hầu tìm cách trục xuất người Do Thái khỏi lãnh địa. Mục đích đầu tiên của bà là trục xuất tất cả người Do Thái vào ngày 1 tháng 1 năm 1745, nhưng sau đó bà đã chấp nhận lời khuyên của các đại thần, những người quan tâm tới số lượng người bị trục xuất trong tương lai, nên mở rộng thời hạn đến tháng 6. Bà cũng dời người Tin Lành từ Áo đến Transylvania và giảm số ngày lễ thánh và hoạt động của tu viện. Năm 1777, bà từ bỏ ý định trục xuất người Tin Lành sau khi Joseph, người đã phản đối ý định này, đe dọa sẽ thoái vị hoàng đế và cùng rời khỏi đất nước. Cuối cùng, cô đã buộc phải cấp cho họ một số khoan dung bằng cách cho phép họ để thờ riêng. Joseph coi chính sách tôn giáo của mẹ mình là "bất công, không tính ngưỡng, không thể, có hại và vô lý"..
Trong thập kỉ trị vì thứ ba, do chịu ảnh hưởng từ cận thần người Do Thái Abraham Mendel Theben, Maria Theresia đã ban hành sắc lệnh theo đó khôi phục một số quyền lợi chi người Do Thái. Bà đã ngăn cấm việc buộc trẻ em Do Thái chuyển sang Thiên Chúa giáo vào năm 1762, và năm 1763 bà cấm giáo sĩ Công giáo đòi tiền sửa lễ của các thần dân Do Thái của bà. Năm 1764, bà ra lệnh phóng thích những người Do Thái đã bị bỏ tù vì tội phỉ báng máu ở làng Orkuta. Mặc dù không thích sự mạnh mẽ của người Do Thái, Maria Theresia hỗ trợ hoạt động thương mại và công nghiệp của người Do Thái.

## Cải cách

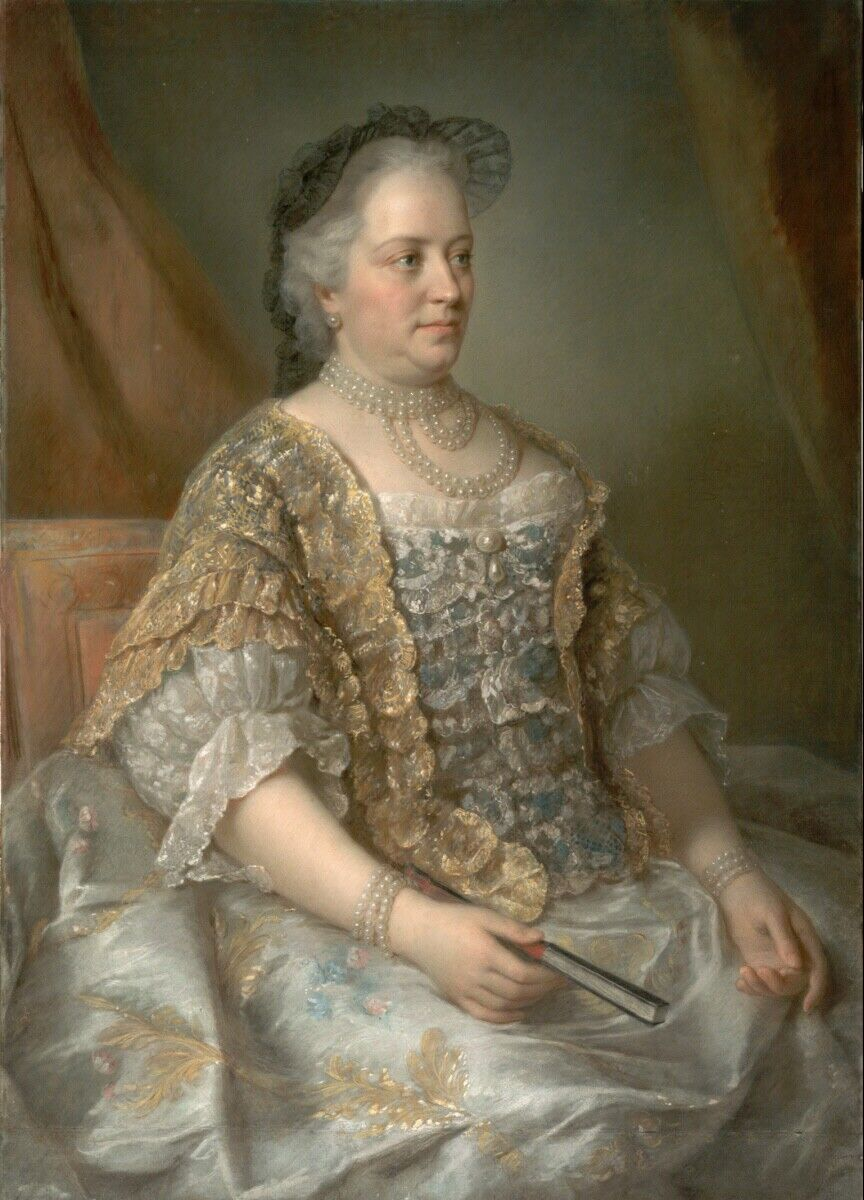
Maria Theresia năm 1762, vẽ bởi Jean-Étienne Liotard

Maria Theresia bị coi là quá bảo thủ trong chính sách tôn giáo, nhưng thực hiện một số cải cách quan trọng để tăng cường hiệu quả quân sự và quan liêu của Áo. Bà dùng Bá tước Friedrich Wilhelm von Haugwitz, người hiện đại hóa quân đội đế chế bằng cách thiết lập đội quân thường trực gồm 108.000 người, trả lương cho họ bằng 14 triệu Gulden rút ra từ mỗi đất đai hoàng gia. Chính quyền trung ương chịu trách nhiệm cho quân đội, mặc dù Haugwitz lập ra chế độ thuế dành cho giới quý tộc, những người trước kia không bao giờ phải trả thuế. Maria Theresia đã giám sát việc thống nhất chức thủ tướng hai nước Áo và Bohemia vào tháng 5, 1749.
Maria Theresia đã tăng gấp đôi thu nhập của chính phủ trong khoảng 10 năm từ 1754 đến 1764, mặc dù nỗ lực của bà khi tăng thuế tăng lữ và quý tộc chỉ thành công một phần. These financial reforms greatly improved the economy.
Năm 1760, Maria Theresia thành lập Hội đồng Nhà nước, bao gồm các tướng của đất nước, ba thành viên của giới quý tộc cao cấp và ba hiệp sĩ, phục vụ như một ủy ban gồm những người có kinh nghiệm và có nhiệm vụ tư vấn cho bà. Hội đồng của nhà nước không có đủ thẩm quyền hành pháp hoặc lập pháp, nhưng vẫn cho thấy sự khác biệt với hình thức chính phủ được sử dụng bởi Friedrich II của nước Phổ. Không giống như những người kế nhiệm, Maria Theresia không phải là một nhà cai trị độc tài, mà bà đã hành động như là bộ trưởng của chính mình. Phổ sẽ áp dụng hình thức này cho chính phủ của họ sau năm 1807.

### Y học

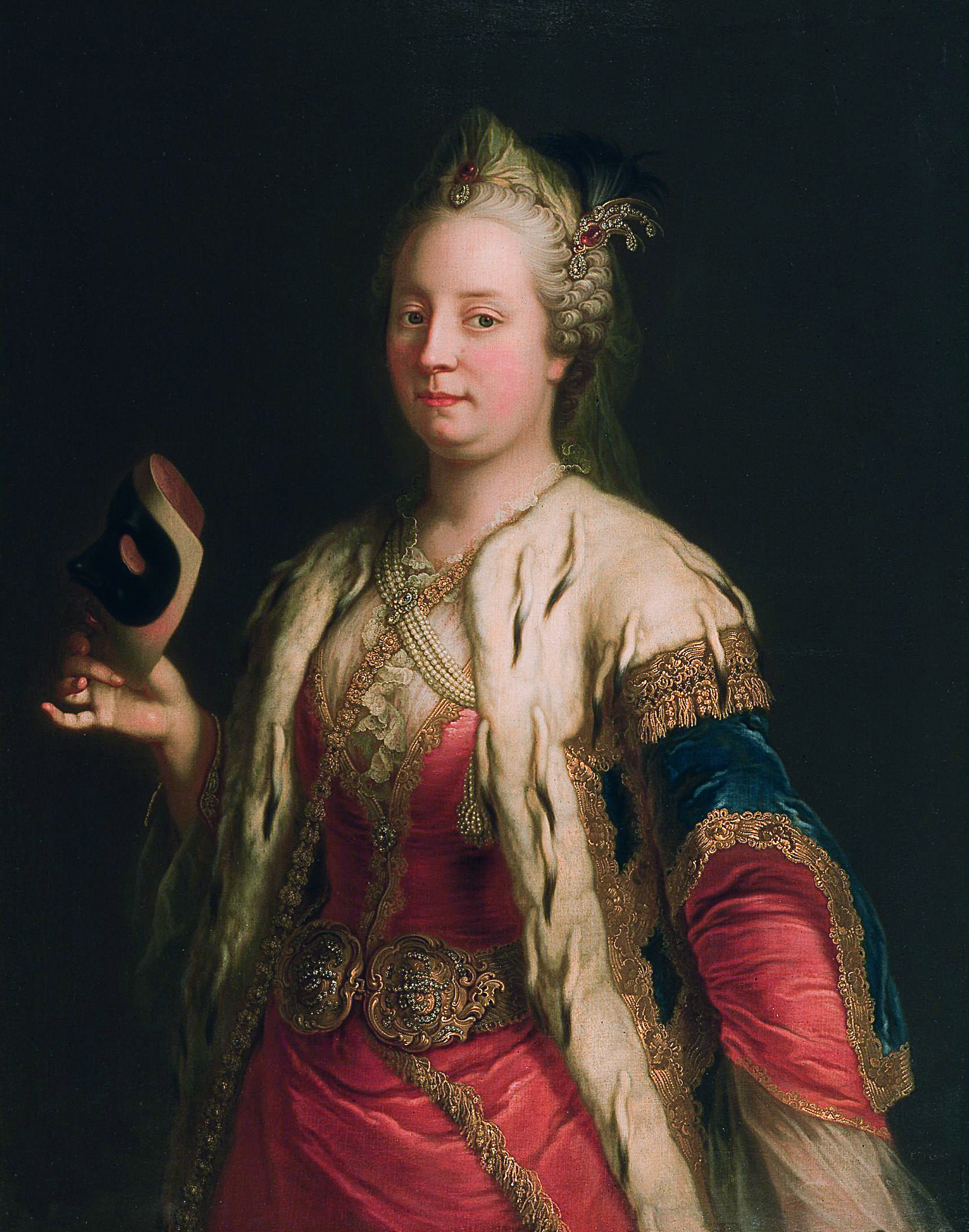
Maria Theresia tổ chức một theatre mask (1744), họa phẩm của Martin van Meytens. Maria Theresia coi nhà hát là một nơi giải trí và là niềm tự hào quốc gia và nhấn mạnh tuân thủ các quy tắc đặc biệt để đạt tiêu chuẩn đạo đức cao.

Gerard van Swieten, người mà Maria Theresia đã tuyển dụng sau cái chết của em gái mình, Nữ Đại vương công Maria Anna, thành lập Bệnh viện đa khoa Viên, cải cách hệ thống giáo dục của Áo và từng là bác sĩ riêng của Hoàng hậu. Sau khi cho đòi van Swieten đến gặp, Maria Theresia đề nghị ông để nghiên cứu về các vấn đề liên quan đến tỷ lệ tử vong ở trẻ sơ sinh ở Áo. Theo khuyến cáo của ông ta, bà đã thực hiện một nghị định, theo đó sẽ khám nghiệm tử thi bắt buộc đối với tất cả các trường hợp tử vong tại bệnh viện ở thành phố Graz, thành phố lớn thứ hai của Áo. Luật này - vẫn còn hiệu lực ngày nay - kết hợp với dân số tương đối ổn định của Graz, dẫn đến một trong các hồ sơ khám nghiệm tử thi quan trọng nhất và đầy đủ nhất trên thế giới. Maria Theresia cấm việc tự lập ra các bãi chôn xác người chết mới mà không được chính phủ cho phép trước đó, do đó ngăn cản tình trạng chôn cất lãng phí và mất vệ sinh. Quyết định tiêm ngừa đậu mùa sau trận đại dịch năm 1767 chứng tỏ bà chấp nhận chịu trách nhiệm không nhỏ cho việc thay đổi quan điểm tiêu cực về tiêm chủng của các bác sĩ Áo. Hoàng hậu tự mình ủng hộ việc tiêm chủng ở Áo bằng cách tổ chức buổi tối để thết đãi 65 đứa trẻ đầu tiên được tiêm chủng ở Cung điện Schönbrunn.

### Quyền dân sự
Một trong số những cải cách khác là Codex Theresianus, bắt đầu năm 1752 và kết thúc năm 1766, đã xác định các quyền dân sự. Năm 1776, Áo cấm thiêu sống phù thủy và tra tấn. Sau đó đạo luật này bị thu hồi, nhưng sự tiến bộ của nó vẫn được nhiều người ghi nhận. Không có sự nhất trí với Joseph, nhưng với sự hỗ trợ của các cơ quan tôn giáo, Maria Theresia đã phản đối việc bãi bỏ tra tấn. Sinh ra và lớn lên giữa kỉ nguyên cổ điển và hiện đại, bà thấy khó có thể hòa nhập với trào lưu Khai sáng, đó là lý do tại sao bà lại chỉ đi theo một cách chậm chạp những cải cách nhân đạo trên lục địa.

### Chính sách tôn giáo
Đại sử Phổ quốc viết trong bức thư gửi Friedrich II của Phổ
Nhận xét của Friedrich II của Phổ
Cải cách chính liên quan đến Giáo hội Công giáo Roma đã được khởi xướng và thực hiện bởi chính Maria Theresia, trong khi những cải cách dưới quan tâm đối tượng không theo đạo Công giáo chủ yếu xuất phát từ con trai bà. Các chính sách của giáo hội của Maria Theresia, giống như những người tiền nhiệm của bà, vốn rất sùng đạo, đã không dựa trên nguyên tắc chống tôn giáo, nhưng về bảo đảm tính ưu việt của Nhà nước trong việc kiểm soát trong mối quan hệ của Giáo hội với Nhà nước.

### Giáo dục
Nhận thức được sự bất cập của bộ máy quan liêu ở Áo, và để cải thiện nó, Maria Theresia cải cách giáo dục vào năm 1775. Trong một hệ thống trường học mới dựa trên mô hình ở Phổ, tất cả trẻ em bất kể nam nữ ở độ tuổi từ sáu đến mười hai đều phải đi học. Cải cách giáo dục bị phản đối từ nhiều ngôi hàng; Maria Theresia nghiền nát những bất đồng bằng cách ra lệnh bắt giữ tất cả những người phản đối. Mặc dù ý tưởng rất tốt, nhưng các cuộc cải cách này không thành công như mong được vì không có kinh phí được cung cấp từ nhà nước; vì vậy trên toàn bộ lãnh thổ Áo, một nửa dân số không biết chữ cũng vào thế kỷ XIX.
Hoàng hậu cho phép những người ngoài Công giáo được phép theo học Đại học và không ngăn cản sự ra đời của các đối tượng thế tục (như pháp luật), ảnh hưởng đến sự suy giảm của nền thần học hiện đang là nền tảng chính của giáo dục đại học.

## Thời kì cuối

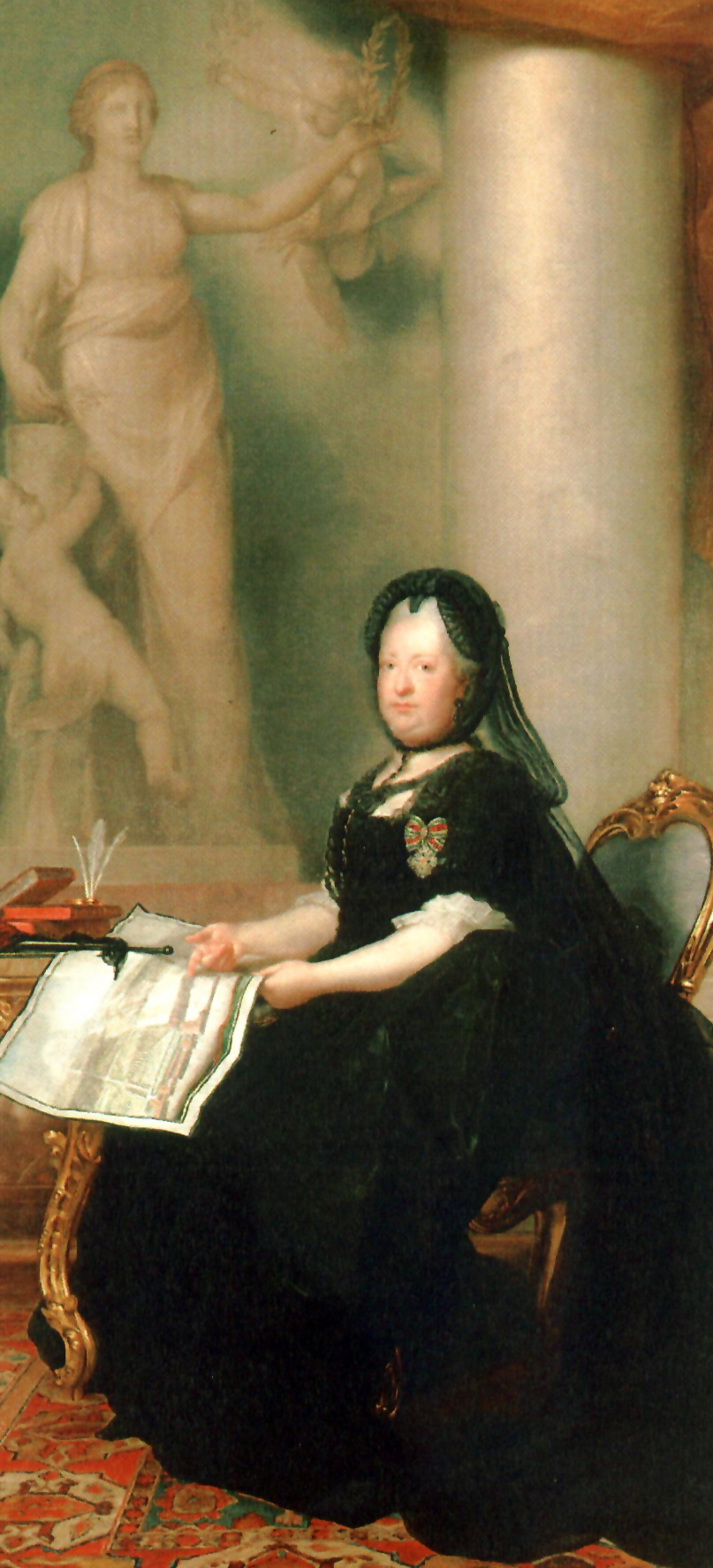
Maria Theresia trong trang phục một góa phụ năm 1773, họa phẩm của Anton von Maron. Hòa bình giữ vương miện ô liu trên đầu bà, tái khẳng định tình trạng quân chủ Maria Theresia. Đây là bức chân dung công khai cuối cùng của Maria Theresia.

Hoàng đế Franz qua đời ngày 18 tháng 8 năm 1765, trong khi ông và triều đình đang ở Innsbruck để tổ chức đám cưới cho con trai thứ hai, Leopold. Maria Theresia bị suy sụp tinh thần. Con trai lớn nhất của họ, Joseph, trở thành Hoàng đế. Maria Theresia bỏ hết tất cả đồ trang sức, cắt phăng mái tóc cho ngắn đi, sơn màu đen cho căn phòng và mặc áo tang trong suốt quãng đời còn lại. Bà hoàn toàn rút lui khỏi triều đình, các sự kiện công cộng và các buổi xem hát. Trong những năm góa phụ cuối đời, bà đã dành toàn bộ tháng tám và ngày mười tám mỗi tháng ở một mình trong căn phòng của mình, điều này ảnh hưởng tiêu cực đến sức khỏe tâm lý của bà. Bà nói về cảm giác của mình sau khi chồng mất: "Ai gia hiện tại hầu như không biết gì hết, ai gia bây giờ giống như một con thú không có sức sống và mục đích để sống."
Ngay sau khi kế vị hoàng đế, Joseph không có nhiều lãnh địa bằng cha của ông đã có năm 1740. Tin tưởng rằng hoàng đế phải có đủ lãnh địa để duy trì tính toàn vẹn của Đế quốc, Maria Theresia, người đang nắm quyền quản lý nhiều vùng lãnh thổ rộng lớn của mình, tuyên bố Joseph là đồng cai trị với bà trên 17 tháng 9 năm 1765. Từ đây, hai mẹ con thường xuyên bất đồng ý kiến với nhau. Gia tài 22 million gulden mà Joseph thừa hưởng từ cha ngay lập tức bị sung vào ngân khố. Maria Theresia gặp một mất mát nữa bởi cái chết của Haugwitz tháng 2 năm 1766. Bà giao cho con trai quyền kiểm soát quân đội sau cái chết của Bá tước Leopold Joseph von Daun.
Theo như Robert A. Kann, Maria Theresia là một quân chủ có trí tuệ trên trung bình nhưng kém hơn hai người con trai, Joseph và Leopold. Ông khẳng định rằng bà vẫn sở hữu những phẩm chất được đánh giá cao ở một vị vua: trái tim ấm áp, suy nghĩ thực tế, tính quyết đoán và khă năng nhận thức cao. Quan trọng nhất, bà sẵn sàng nhận ra sự vượt trội về trí tuệ của một số cố vấn so với mình và sẵn sàng lắng nghe ý kiến đóng góp của các bộ trưởng của mình ngay cả khi ý tưởng của họ khác với mình. Joseph, tuy nhiên, đã không bao giờ có thể thiết lập mối quan hệ tốt với các cố vấn, mặc dù quan điểm chính trị của họ gần gũi hơn với Joseph hơn là Maria Theresia.
Thư của đại sứ Phổ gửi đến Friedrich Đại Đế, c. 1748
Mối quan hệ giữa Maria Theresia và Joseph là không phải là hoàn toàn lạnh nhạt nhưng thực là phức tạp khi hai tính cách đối lập của họ đụng độ nhau. Mặc dù là người thông minh, nhưng thế lực của Maria Theresia thường Joseph thu mình lại. Đôi khi, bà công khai ngưỡng mộ tài năng và thành tích của con trai, nhưng chỉ trích ông ta sau lưng.. Bà viết: "Ai gia với Hoàng thượng không bao giờ nhìn mặt nhau ngoại trừ trong bữa ăn... Tâm tính của hoàng thượng tệ đi mỗi ngày... Làm ơn đốt bức thư này đi... Ai gia không muốn vướng phải scandal nào." Trong một bức thư khác, gửi đến một người bạn của Joseph, bà phàn nàn: "Hoàng thượng tránh né ai gia... Ai gia là chướng ngại duy nhất của Ngài, và vì thế là một gánh nặng... Thoái vị có lẽ là cách hay nhất lúc này để giải quyết mọi chuyện."
Sau nhiều lần suy xét, bà quyết định không thoái vị. Joseph thường đe dọa mẹ mình là sẽ từ chức đồng nhiếp chính và hoàng đế, nhưng ông cũng đã không làm như vậy. Bà thường đe dọa sẽ thoái vị, nhưng hiếm khi thực hiện nghiêm túc; Maria Theresia tin rằng sự hồi phục của bà sau bệnh đậu mùa vào năm 1767 là một dấu hiệu cho thấy Chúa muốn bà để trị vì cho đến khi chết. Đó là vì lợi ích của Joseph vì bà cho rằng nếu bà nắm quyền trong tay, hoàng đế có thể đổ lỗi cho bà khi gặp thất bại nào đó và do đó tránh được gánh nặng trách nhiệm của một vị vua.
Joseph và Hoàng tử Kaunitz chia nhau phân vùng thứ nhất của Ba Lan dù có sự phản đối của Maria Theresia. Ý nghĩ của bà khi từ chối ý tưởng phân chia là nếu làm như thế sẽ làm tổn thương người dân Ba Lan. Hai người kia này lập luận rằng đã quá muộn để hủy bỏ sắc lệnh phân chia lúc này. Bên cạnh đó, Maria Theresia phải đồng ý với sự phân vùng khi bà nhận ra rằng Friedrich II của Phổ và Yekaterina II của Nga sẽ làm điều đó dù có hay không sự tham gia của Áo. Maria Theresia đòi hỏi và cuối cùng không có được Galicia và Lodomeria, một tỉnh tuyên bố được chủ quyền của quốc vương Hungary kể từ thế kỷ thứ 13; theo lời của Friedrich, "Bà ta khóc càng nhiều, bà ta mất càng nhiều".

## Qua đời và di sản

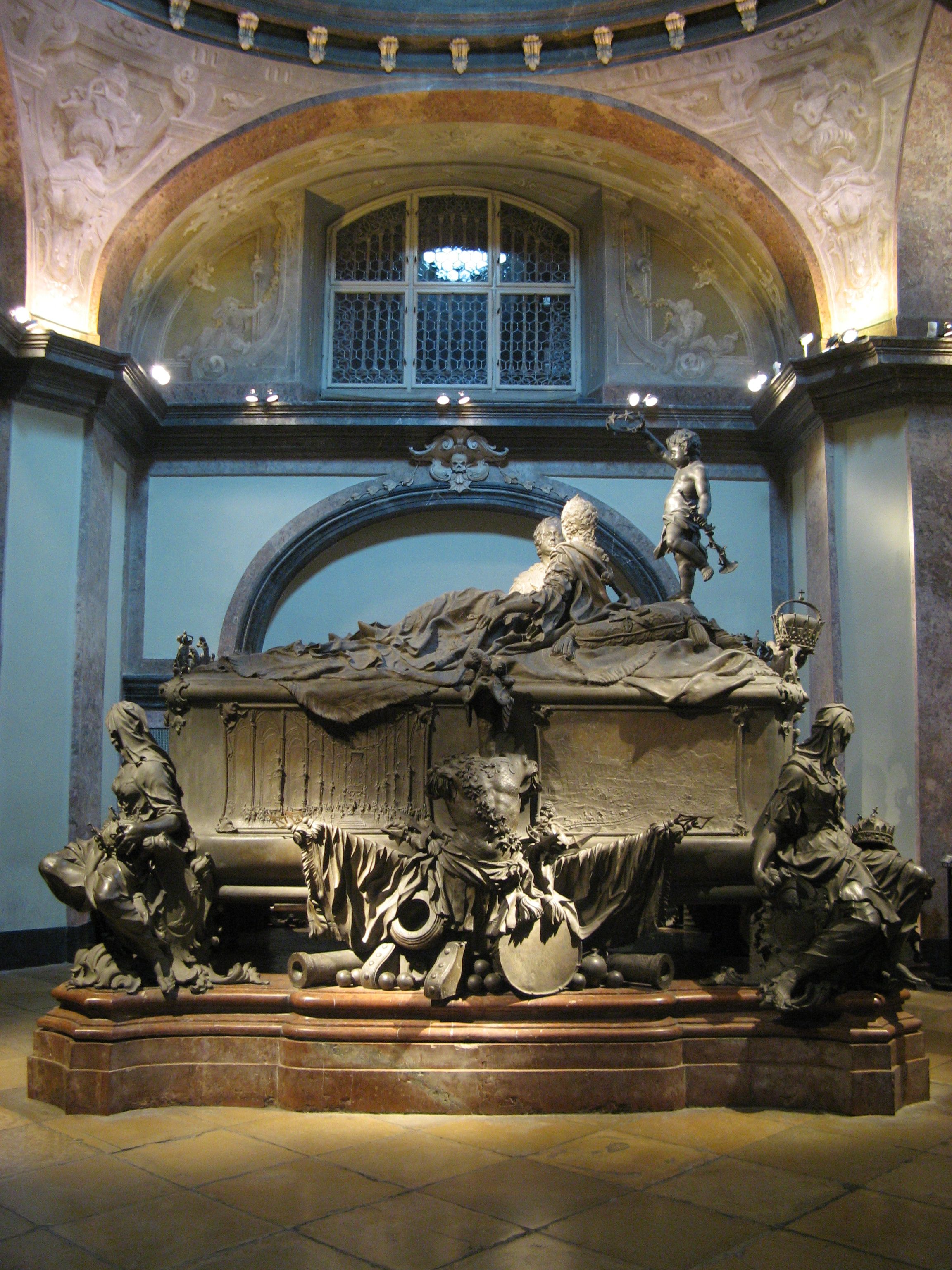
Maria Theresia và chồng bà được chôn cất trong lăng mộ đôi mà bà đã thiết kế khi còn ở góa.

Người ta không chắc rằng Maria Theresia có hoàn toàn hồi phục sau căn bệnh đậu mùa bà mắc phải năm 1767, nhiều sử gia thế kỉ XVIII đã khẳng định như vậy. Bà thường hay khó thở, mệt mỏi, ho, đau mình, sợ chết và mất ngủ, Về sau bà còn mắc bệnh phù nề.
Maria Theresia lâm bệnh vào ngày 24 tháng 11 năm 1780, bề ngoài có vẻ như là bị cảm lạnh. Bác sĩ của bà, Dr. Störk cho rằng tình trạng bệnh là nghiêm trọng. Ngày 28 tháng 11, bà bàn bạc về nghi thức cuối cùng, và ngày hôm sau, lúc 9 giờ tối, bà qua đời với tất cả những người con còn lại ở bên cạnh. Sau sự kiện này, Nhà Habsburg chấm dứt và thay vào đó là Nhà Habsburg-Lothringen. Joseph, đồng cai trị các lãnh thổ của Habsburg, kế vị bà. Đối thủ lâu năm của bà, Friedrich của Phổ khi nghe tin bà qua đời, đã nói rằng bà đã đem lại vinh dự cho ngai vàng và giới tính của bà, và mặc dù ông giao chiến với bà trong bốn cuộc chiến tranh, ông không bao giờ coi bà là kẻ thù.
Sau nhiều thất bại liên tục trên lĩnh vực ngoại giao-quân sự những năm 1730, Áo quốc dường như bị suy yếu, thậm chí là đứng trên bờ vực của sự sụp đổ. Sau thời kì trị vì 40 năm, Maria Theresia để lại một đế chế có dấu hiệu hồi sinh và có ảnh hưởng đến phần còn lại của châu Âu trong suốt thế kỷ 19. Cô đã thiết lập cho Habsburg lãnh một hệ thống hành chính hiệu quả cho phép nó vẫn là một sức mạnh rất lớn thuộc chủ quyền của riêng mình, mà không cần sự hỗ trợ của Thánh chế La Mã. Con cháu bà theo gương tổ tiên, tiếp tục cải cách các đế chế. Việc mua lại Vương quốc Galicia và Lodomeria cho phép đế chế là một chính thể đa quốc gia, cũng là một nguyên nhân quan trọng dẫn đến sự diệt vong của nó. Bà đề xuất chính sách giáo dục bắt buộc, như là một chính sách Đức hóa, cuối cùng dẫn đến sự hồi sinh của nền văn hóa Czech.
Hoàng hậu Maria Theresia được an táng tại Hầm mộ Hoàng gia, thành Viên bên cạnh chồng bà trong cùng một chiếc quan tài mà bà đã khắc lúc sinh thời.

## Danh hiệu đầy đủ
Danh hiệu của Maria Theresia sau cái chết của bà là:
Maria Theresia, bởi Ân Điển của Chúa, Hoàng thái hậu của La Mã, Nữ vương của Hungary, Bohemia, Dalmatia, Croatia, Slavonia, Galicia, Lodomeria, etc.; Nữ Đại vương công Áo; Nữ Công tước Burgundy,Styria, Carinthia và Carniola; Đại Công nương Transylvania; Nữ Bá tước Moravia; Nữ Công tước Brabant, Limburg, Luxemburg, Guelders, Württemberg, Upper và Lower Silesia, Milan, Mantua, Parma, Piacenza, Guastalla, Auschwitz và của Zator; Công nương Swabia; Nữ Bá tước hoàng gia Habsburg, Flanders, Tyrol, Hainault, Kyburg, Gorizia và Gradisca; Nữ Bá tước Burgau, Upper và Lower Lusatia; Nữ Bá tước Namur; Phu nhân của Wendish Mark và Mechlin; Góa phụ Công nương Lorraine và Bar, Góa phụ Đại Công nương Toscana.

## Tổ tiên
| \| \| \| \| \| \| \| \| \| \| \| \| \| \| \| \| \| \| \| \| 16. Ferdinand II của Thánh chế La Mã \| \| \| \| \| \| \| \| \| \| \| \| \| \| \| \| \| \| \| \| \| \| \| \| \| \| \| \| \| \| \| \| \| \| \| \| \| \| \| \| \| \| \| \| \| \| \| \| \| \| \| \| \| \| 8. Ferdinand III của Thánh chế La Mã \| \| \| \| \| \| \| \| \| \| \| \| \| \| \| \| \| \| \| \| \| \| \| \| \| \| \| \| \| \| \| \| \| \| \| \| \| \| \| \| \| \| \| \| \| \| \| \| \| \| \| \| \| \| 17. Maria Anna của Bavaria \| \| \| \| \| \| \| \| \| \| \| \| \| \| \| \| \| \| \| \| \| \| \| \| \| \| \| \| \| \| \| \| \| \| \| \| \| \| \| \| \| \| \| \| \| \| \| \| \| \| \| \| \| \| 4. Leopold I của Thánh chế La Mã \| \| \| \| \| \| \| \| \| \| \| \| \| \| \| \| \| \| \| \| \| \| \| \| \| \| \| \| \| \| \| \| \| \| \| \| \| \| \| \| \| \| \| \| \| \| \| \| \| \| \| \| \| \| 18. Felipe III của Tây Ban Nha \| \| \| \| \| \| \| \| \| \| \| \| \| \| \| \| \| \| \| \| \| \| \| \| \| \| \| \| \| \| \| \| \| \| \| \| \| \| \| \| \| \| \| \| \| \| \| \| \| \| \| \| \| \| 9. María Ana của Tây Ban Nha \| \| \| \| \| \| \| \| \| \| \| \| \| \| \| \| \| \| \| \| \| \| \| \| \| \| \| \| \| \| \| \| \| \| \| \| \| \| \| \| \| \| \| \| \| \| \| \| \| \| \| \| \| \| 19. Margaret của Áo \| \| \| \| \| \| \| \| \| \| \| \| \| \| \| \| \| \| \| \| \| \| \| \| \| \| \| \| \| \| \| \| \| \| \| \| \| \| \| \| \| \| \| \| \| \| \| \| \| \| \| \| \| \| 2. Karl VI của Thánh chế La Mã \| \| \| \| \| \| \| \| \| \| \| \| \| \| \| \| \| \| \| \| \| \| \| \| \| \| \| \| \| \| \| \| \| \| \| \| \| \| \| \| \| \| \| \| \| \| \| \| \| \| \| \| \| \| 20. Wolfgang Wilhelm, Count Palatine of Neuburg \| \| \| \| \| \| \| \| \| \| \| \| \| \| \| \| \| \| \| \| \| \| \| \| \| \| \| \| \| \| \| \| \| \| \| \| \| \| \| \| \| \| \| \| \| \| \| \| \| \| \| \| \| \| 10. Philip William, Tuyển hầu tước Palatine \| \| \| \| \| \| \| \| \| \| \| \| \| \| \| \| \| \| \| \| \| \| \| \| \| \| \| \| \| \| \| \| \| \| \| \| \| \| \| \| \| \| \| \| \| \| \| \| \| \| \| \| \| \| 21. Magdalene của Bavaria \| \| \| \| \| \| \| \| \| \| \| \| \| \| \| \| \| \| \| \| \| \| \| \| \| \| \| \| \| \| \| \| \| \| \| \| \| \| \| \| \| \| \| \| \| \| \| \| \| \| \| \| \| \| 5. Eleonore-Magdalena của Neuburg \| \| \| \| \| \| \| \| \| \| \| \| \| \| \| \| \| \| \| \| \| \| \| \| \| \| \| \| \| \| \| \| \| \| \| \| \| \| \| \| \| \| \| \| \| \| \| \| \| \| \| \| \| \| 22. George II, Lãnh chúa Hesse-Darmstadt \| \| \| \| \| \| \| \| \| \| \| \| \| \| \| \| \| \| \| \| \| \| \| \| \| \| \| \| \| \| \| \| \| \| \| \| \| \| \| \| \| \| \| \| \| \| \| \| \| \| \| \| \| \| 11. Landgravine Elisabeth Amalie của Hesse-Darmstadt \| \| \| \| \| \| \| \| \| \| \| \| \| \| \| \| \| \| \| \| \| \| \| \| \| \| \| \| \| \| \| \| \| \| \| \| \| \| \| \| \| \| \| \| \| \| \| \| \| \| \| \| \| \| 23. Sophia Eleonore của Saxony \| \| \| \| \| \| \| \| \| \| \| \| \| \| \| \| \| \| \| \| \| \| \| \| \| \| \| \| \| \| \| \| \| \| \| \| \| \| \| \| \| \| \| \| \| \| \| \| \| \| \| \| \| \| 1. Maria Theresia của Áo Nữ vương Hungary và Bohemia \| \| \| \| \| \| \| \| \| \| \| \| \| \| \| \| \| \| \| \| \| \| \| \| \| \| \| \| \| \| \| \| \| \| \| \| \| \| \| \| \| \| \| \| \| \| \| \| \| \| \| \| \| \| 24. Augustus II, Công tước Brunswick-Lüneburg \| \| \| \| \| \| \| \| \| \| \| \| \| \| \| \| \| \| \| \| \| \| \| \| \| \| \| \| \| \| \| \| \| \| \| \| \| \| \| \| \| \| \| \| \| \| \| \| \| \| \| \| \| \| 12. Anthony Ulrich, Công tước Brunswick-Wolfenbüttel \| \| \| \| \| \| \| \| \| \| \| \| \| \| \| \| \| \| \| \| \| \| \| \| \| \| \| \| \| \| \| \| \| \| \| \| \| \| \| \| \| \| \| \| \| \| \| \| \| \| \| \| \| \| 25. Dorothea của Anhalt-Zerbst \| \| \| \| \| \| \| \| \| \| \| \| \| \| \| \| \| \| \| \| \| \| \| \| \| \| \| \| \| \| \| \| \| \| \| \| \| \| \| \| \| \| \| \| \| \| \| \| \| \| \| \| \| \| 6. Louis Rudolph, Công tước Brunswick-Wolfenbüttel \| \| \| \| \| \| \| \| \| \| \| \| \| \| \| \| \| \| \| \| \| \| \| \| \| \| \| \| \| \| \| \| \| \| \| \| \| \| \| \| \| \| \| \| \| \| \| \| \| \| \| \| \| \| 26. Friedrich, Công tước Schleswig-Holstein-Sønderburg-Norburg \| \| \| \| \| \| \| \| \| \| \| \| \| \| \| \| \| \| \| \| \| \| \| \| \| \| \| \| \| \| \| \| \| \| \| \| \| \| \| \| \| \| \| \| \| \| \| \| \| \| \| \| \| \| 13. Nữ Công tước Elisabeth Juliana của Schleswig-Holstein-Sønderburg-Norburg \| \| \| \| \| \| \| \| \| \| \| \| \| \| \| \| \| \| \| \| \| \| \| \| \| \| \| \| \| \| \| \| \| \| \| \| \| \| \| \| \| \| \| \| \| \| \| \| \| \| \| \| \| \| 27. Eleanor của Anhalt-Zerbst \| \| \| \| \| \| \| \| \| \| \| \| \| \| \| \| \| \| \| \| \| \| \| \| \| \| \| \| \| \| \| \| \| \| \| \| \| \| \| \| \| \| \| \| \| \| \| \| \| \| \| \| \| \| 3. Elisabeth Christine xứ Braunschweig-Wolfenbüttel \| \| \| \| \| \| \| \| \| \| \| \| \| \| \| \| \| \| \| \| \| \| \| \| \| \| \| \| \| \| \| \| \| \| \| \| \| \| \| \| \| \| \| \| \| \| \| \| \| \| \| \| \| \| 28. Joachim Ernest, Bá tước Oettingen-Oettingen \| \| \| \| \| \| \| \| \| \| \| \| \| \| \| \| \| \| \| \| \| \| \| \| \| \| \| \| \| \| \| \| \| \| \| \| \| \| \| \| \| \| \| \| \| \| \| \| \| \| \| \| \| \| 14. Albert Ernest I, Hoàng thân Oettingen-Oettingen \| \| \| \| \| \| \| \| \| \| \| \| \| \| \| \| \| \| \| \| \| \| \| \| \| \| \| \| \| \| \| \| \| \| \| \| \| \| \| \| \| \| \| \| \| \| \| \| \| \| \| \| \| \| 29. Anna Dorothea của Hohenlohe-Neuenstein \| \| \| \| \| \| \| \| \| \| \| \| \| \| \| \| \| \| \| \| \| \| \| \| \| \| \| \| \| \| \| \| \| \| \| \| \| \| \| \| \| \| \| \| \| \| \| \| \| \| \| \| \| \| 7. Princess Christine Louise của Oettingen-Oettingen \| \| \| \| \| \| \| \| \| \| \| \| \| \| \| \| \| \| \| \| \| \| \| \| \| \| \| \| \| \| \| \| \| \| \| \| \| \| \| \| \| \| \| \| \| \| \| \| \| \| \| \| \| \| 30. Eberhard III, Công tước Württemberg \| \| \| \| \| \| \| \| \| \| \| \| \| \| \| \| \| \| \| \| \| \| \| \| \| \| \| \| \| \| \| \| \| \| \| \| \| \| \| \| \| \| \| \| \| \| \| \| \| \| \| \| \| \| 15. Nữ Công tước Christine Friederike của Württemberg \| \| \| \| \| \| \| \| \| \| \| \| \| \| \| \| \| \| \| \| \| \| \| \| \| \| \| \| \| \| \| \| \| \| \| \| \| \| \| \| \| \| \| \| \| \| \| \| \| \| \| \| \| \| 31. Anna Katherina của Salm-Kyrburg \| \| \| \| \| \| \| \| \| \| \| \| \| \| \| \| \| \| \| \| \| \| \| \| \| \| \| \| \| \| \| \| \| \| \| \| \| \| \| \| \| \| \| \| \| \| \| \| \| \| \| \| |                                                                              |  |  |  |  |  |  |  |  |  |  |  |  |  |  |  |
| |                                                                              |  |  |  |  |  |  |  |  |  |  |  |  |  |  |  |
| | 16. Ferdinand II của Thánh chế La Mã                                         |  |  |  |  |  |  |  |  |  |  |  |  |  |  |  |
| |                                                                              |  |  |  |  |  |  |  |  |  |  |  |  |  |  |  |
| |                                                                              |  |  |  |  |  |  |  |  |  |  |  |  |  |  |  |
| | 8. Ferdinand III của Thánh chế La Mã                                         |  |  |  |  |  |  |  |  |  |  |  |  |  |  |  |
| |                                                                              |  |  |  |  |  |  |  |  |  |  |  |  |  |  |  |
| |                                                                              |  |  |  |  |  |  |  |  |  |  |  |  |  |  |  |
| | 17. Maria Anna của Bavaria                                                   |  |  |  |  |  |  |  |  |  |  |  |  |  |  |  |
| |                                                                              |  |  |  |  |  |  |  |  |  |  |  |  |  |  |  |
| |                                                                              |  |  |  |  |  |  |  |  |  |  |  |  |  |  |  |
| | 4. Leopold I của Thánh chế La Mã                                             |  |  |  |  |  |  |  |  |  |  |  |  |  |  |  |
| |                                                                              |  |  |  |  |  |  |  |  |  |  |  |  |  |  |  |
| |                                                                              |  |  |  |  |  |  |  |  |  |  |  |  |  |  |  |
| | 18. Felipe III của Tây Ban Nha                                               |  |  |  |  |  |  |  |  |  |  |  |  |  |  |  |
| |                                                                              |  |  |  |  |  |  |  |  |  |  |  |  |  |  |  |
| |                                                                              |  |  |  |  |  |  |  |  |  |  |  |  |  |  |  |
| | 9. María Ana của Tây Ban Nha                                                 |  |  |  |  |  |  |  |  |  |  |  |  |  |  |  |
| |                                                                              |  |  |  |  |  |  |  |  |  |  |  |  |  |  |  |
| |                                                                              |  |  |  |  |  |  |  |  |  |  |  |  |  |  |  |
| | 19. Margaret của Áo                                                          |  |  |  |  |  |  |  |  |  |  |  |  |  |  |  |
| |                                                                              |  |  |  |  |  |  |  |  |  |  |  |  |  |  |  |
| |                                                                              |  |  |  |  |  |  |  |  |  |  |  |  |  |  |  |
| | 2. Karl VI của Thánh chế La Mã                                               |  |  |  |  |  |  |  |  |  |  |  |  |  |  |  |
| |                                                                              |  |  |  |  |  |  |  |  |  |  |  |  |  |  |  |
| |                                                                              |  |  |  |  |  |  |  |  |  |  |  |  |  |  |  |
| | 20. Wolfgang Wilhelm, Count Palatine of Neuburg                              |  |  |  |  |  |  |  |  |  |  |  |  |  |  |  |
| |                                                                              |  |  |  |  |  |  |  |  |  |  |  |  |  |  |  |
| |                                                                              |  |  |  |  |  |  |  |  |  |  |  |  |  |  |  |
| | 10. Philip William, Tuyển hầu tước Palatine                                  |  |  |  |  |  |  |  |  |  |  |  |  |  |  |  |
| |                                                                              |  |  |  |  |  |  |  |  |  |  |  |  |  |  |  |
| |                                                                              |  |  |  |  |  |  |  |  |  |  |  |  |  |  |  |
| | 21. Magdalene của Bavaria                                                    |  |  |  |  |  |  |  |  |  |  |  |  |  |  |  |
| |                                                                              |  |  |  |  |  |  |  |  |  |  |  |  |  |  |  |
| |                                                                              |  |  |  |  |  |  |  |  |  |  |  |  |  |  |  |
| | 5. Eleonore-Magdalena của Neuburg                                            |  |  |  |  |  |  |  |  |  |  |  |  |  |  |  |
| |                                                                              |  |  |  |  |  |  |  |  |  |  |  |  |  |  |  |
| |                                                                              |  |  |  |  |  |  |  |  |  |  |  |  |  |  |  |
| | 22. George II, Lãnh chúa Hesse-Darmstadt                                     |  |  |  |  |  |  |  |  |  |  |  |  |  |  |  |
| |                                                                              |  |  |  |  |  |  |  |  |  |  |  |  |  |  |  |
| |                                                                              |  |  |  |  |  |  |  |  |  |  |  |  |  |  |  |
| | 11. Landgravine Elisabeth Amalie của Hesse-Darmstadt                         |  |  |  |  |  |  |  |  |  |  |  |  |  |  |  |
| |                                                                              |  |  |  |  |  |  |  |  |  |  |  |  |  |  |  |
| |                                                                              |  |  |  |  |  |  |  |  |  |  |  |  |  |  |  |
| | 23. Sophia Eleonore của Saxony                                               |  |  |  |  |  |  |  |  |  |  |  |  |  |  |  |
| |                                                                              |  |  |  |  |  |  |  |  |  |  |  |  |  |  |  |
| |                                                                              |  |  |  |  |  |  |  |  |  |  |  |  |  |  |  |
| | 1. Maria Theresia của Áo Nữ vương Hungary và Bohemia                         |  |  |  |  |  |  |  |  |  |  |  |  |  |  |  |
| |                                                                              |  |  |  |  |  |  |  |  |  |  |  |  |  |  |  |
| |                                                                              |  |  |  |  |  |  |  |  |  |  |  |  |  |  |  |
| | 24. Augustus II, Công tước Brunswick-Lüneburg                                |  |  |  |  |  |  |  |  |  |  |  |  |  |  |  |
| |                                                                              |  |  |  |  |  |  |  |  |  |  |  |  |  |  |  |
| |                                                                              |  |  |  |  |  |  |  |  |  |  |  |  |  |  |  |
| | 12. Anthony Ulrich, Công tước Brunswick-Wolfenbüttel                         |  |  |  |  |  |  |  |  |  |  |  |  |  |  |  |
| |                                                                              |  |  |  |  |  |  |  |  |  |  |  |  |  |  |  |
| |                                                                              |  |  |  |  |  |  |  |  |  |  |  |  |  |  |  |
| | 25. Dorothea của Anhalt-Zerbst                                               |  |  |  |  |  |  |  |  |  |  |  |  |  |  |  |
| |                                                                              |  |  |  |  |  |  |  |  |  |  |  |  |  |  |  |
| |                                                                              |  |  |  |  |  |  |  |  |  |  |  |  |  |  |  |
| | 6. Louis Rudolph, Công tước Brunswick-Wolfenbüttel                           |  |  |  |  |  |  |  |  |  |  |  |  |  |  |  |
| |                                                                              |  |  |  |  |  |  |  |  |  |  |  |  |  |  |  |
| |                                                                              |  |  |  |  |  |  |  |  |  |  |  |  |  |  |  |
| | 26. Friedrich, Công tước Schleswig-Holstein-Sønderburg-Norburg               |  |  |  |  |  |  |  |  |  |  |  |  |  |  |  |
| |                                                                              |  |  |  |  |  |  |  |  |  |  |  |  |  |  |  |
| |                                                                              |  |  |  |  |  |  |  |  |  |  |  |  |  |  |  |
| | 13. Nữ Công tước Elisabeth Juliana của Schleswig-Holstein-Sønderburg-Norburg |  |  |  |  |  |  |  |  |  |  |  |  |  |  |  |
| |                                                                              |  |  |  |  |  |  |  |  |  |  |  |  |  |  |  |
| |                                                                              |  |  |  |  |  |  |  |  |  |  |  |  |  |  |  |
| | 27. Eleanor của Anhalt-Zerbst                                                |  |  |  |  |  |  |  |  |  |  |  |  |  |  |  |
| |                                                                              |  |  |  |  |  |  |  |  |  |  |  |  |  |  |  |
| |                                                                              |  |  |  |  |  |  |  |  |  |  |  |  |  |  |  |
| | 3. Elisabeth Christine xứ Braunschweig-Wolfenbüttel                          |  |  |  |  |  |  |  |  |  |  |  |  |  |  |  |
| |                                                                              |  |  |  |  |  |  |  |  |  |  |  |  |  |  |  |
| |                                                                              |  |  |  |  |  |  |  |  |  |  |  |  |  |  |  |
| | 28. Joachim Ernest, Bá tước Oettingen-Oettingen                              |  |  |  |  |  |  |  |  |  |  |  |  |  |  |  |
| |                                                                              |  |  |  |  |  |  |  |  |  |  |  |  |  |  |  |
| |                                                                              |  |  |  |  |  |  |  |  |  |  |  |  |  |  |  |
| | 14. Albert Ernest I, Hoàng thân Oettingen-Oettingen                          |  |  |  |  |  |  |  |  |  |  |  |  |  |  |  |
| |                                                                              |  |  |  |  |  |  |  |  |  |  |  |  |  |  |  |
| |                                                                              |  |  |  |  |  |  |  |  |  |  |  |  |  |  |  |
| | 29. Anna Dorothea của Hohenlohe-Neuenstein                                   |  |  |  |  |  |  |  |  |  |  |  |  |  |  |  |
| |                                                                              |  |  |  |  |  |  |  |  |  |  |  |  |  |  |  |
| |                                                                              |  |  |  |  |  |  |  |  |  |  |  |  |  |  |  |
| | 7. Princess Christine Louise của Oettingen-Oettingen                         |  |  |  |  |  |  |  |  |  |  |  |  |  |  |  |
| |                                                                              |  |  |  |  |  |  |  |  |  |  |  |  |  |  |  |
| |                                                                              |  |  |  |  |  |  |  |  |  |  |  |  |  |  |  |
| | 30. Eberhard III, Công tước Württemberg                                      |  |  |  |  |  |  |  |  |  |  |  |  |  |  |  |
| |                                                                              |  |  |  |  |  |  |  |  |  |  |  |  |  |  |  |
| |                                                                              |  |  |  |  |  |  |  |  |  |  |  |  |  |  |  |
| | 15. Nữ Công tước Christine Friederike của Württemberg                        |  |  |  |  |  |  |  |  |  |  |  |  |  |  |  |
| |                                                                              |  |  |  |  |  |  |  |  |  |  |  |  |  |  |  |
| |                                                                              |  |  |  |  |  |  |  |  |  |  |  |  |  |  |  |
| | 31. Anna Katherina của Salm-Kyrburg                                          |  |  |  |  |  |  |  |  |  |  |  |  |  |  |  |
| |                                                                              |  |  |  |  |  |  |  |  |  |  |  |  |  |  |  |
| |                                                                              |  |  |  |  |  |  |  |  |  |  |  |  |  |  |  |

## Trong văn hóa đại chúng
- Maria Theresia xuất hiện trong vai trò thủ lĩnh của quân Áo trong trò chơi điện tử, Civilization V: Gods & Kings.